# Altar de Pérgamo
El altar de Pérgamo (del alemán: Pergamonaltar) es un monumento religioso de la época helenística construido originalmente en la acrópolis de Pérgamo, a principios del reinado de Eumenes II (197–159 a. C.) Sus frisos monumentales representan en su parte exterior una Gigantomaquia o lucha entre dioses y gigantes, y en la cara interior la historia de Télefo, el legendario fundador de la ciudad. Estos frisos están considerados una de las obras maestras de la escultura griega antigua y representan la culminación del llamado barroco helenístico. 
La tipología del edificio no era la de un templo, sino que se trataba de un altar externo que probablemente estaba relacionado con un cercano templo dedicado a Atenea y por tanto el altar rendía culto a esta divinidad, aunque otra posibilidad es que Zeus y Atenea fueran venerados por igual en este lugar.
El altar era un edificio rectangular en forma de U que se elevaba sobre un gran podio, al cual se accedía a través de una escalinata monumental. Tenía dos niveles: el inferior, formado por un muro continuo donde se representó el friso de la Gigantomaquia, y el superior, constituido por una doble fila de columnas de orden jónico. La escalera quedaba cerrada por dos cuerpos laterales que avanzaban hacia el frente del edificio. Al acceder al interior se atravesaba otra doble columnata jónica hasta llegar a un patio cerrado donde se hallaba el altar de los sacrificios. Las dimensiones originales del altar eran de 69 metros de longitud, 77 metros de anchura y 9.70 metros de altura. La parte que se conserva mide 36.44 metros de ancho por 34.30 metros de profundidad, y la escalera frontal tiene una anchura de 20 metros.
Descubierto en 1871 por el arquitecto alemán Carl Humann, el altar fue transportado y reconstruido en Berlín en 1886, en virtud de un acuerdo de 1879 entre Alemania y el Imperio otomano. Desde entonces, el gran friso de esculturas puede contemplarse en el museo de Pérgamo, uno de los Museos Estatales (Staatliche Museen) de la Isla de los Museos de la ciudad. Desde hace algunas décadas el Estado turco reclama su restitución sin éxito.
El 30 de septiembre de 2014 se cerraron casi todas sus salas para reformarlas. Si bien el plan original era reabrir el altar helenístico en 2019 y continuar con la reforma por partes, manteniendo las visitas por zonas, en 2013 se anunció que el Museo de Pérgamo permanecería completamente cerrado hasta 2037 debido a una profunda restauración, ya que la estructura edilicia estaba en mal estado por haber sido construida sobre terreno inestable, por los bombardeos sufridos durante la Segunda Guerra Mundial y por las malas tareas de mantenimiento.

## Historia

### Pérgamo

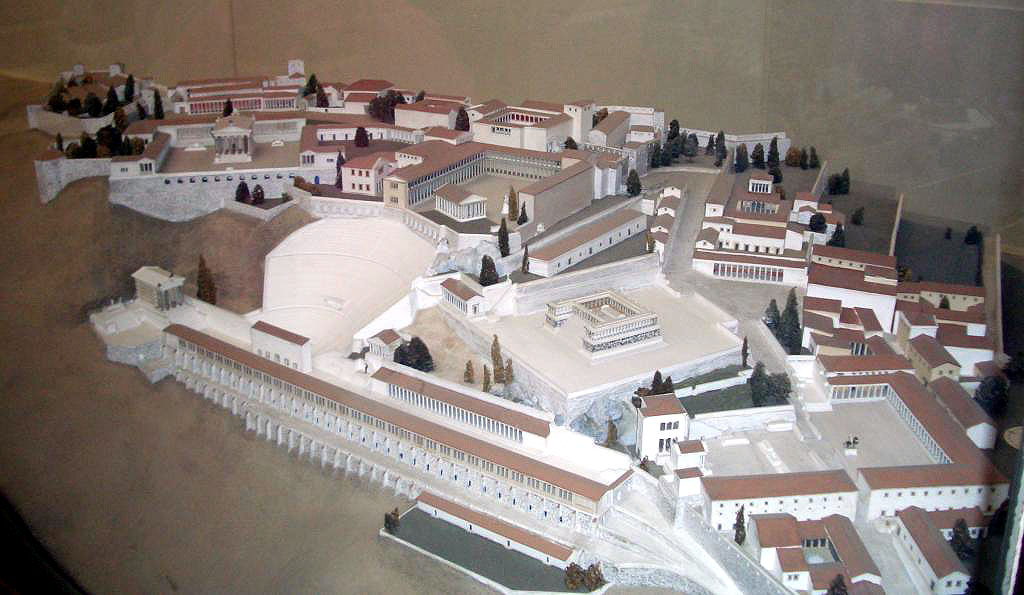
Maqueta de la acrópolis de Pérgamo del que incluye los añadidos romanos. El altar se sitúa en una terraza cercana al centro, con su escalinata mirando a la izquierda (oeste). Museo de Pérgamo, Berlín.

Pérgamo fue la capital de los atálidas y una de las ciudades más importantes de los reinos helenísticos que se desarrollaron tras la muerte de Alejandro Magno. Los reyes que le sucedieron ordenaron construir notables monumentos como símbolo de su poder, inspirados por las grandes ciudades de la época clásica.
Sin embargo, al contrario que en las urbes griegas, Pérgamo se situaba en el centro de un gran reino y por lo tanto no era solo una unidad en sí misma, sino el lugar donde se concentraba el poder económico y político de toda una región, lo cual explica su urbanismo, menos funcional pero más monumental. Esta carrera hacia una arquitectura grandiosa se inscribe en un contexto de rivalidad política e intelectual entre las grandes ciudades helenísticas, principalmente con la capital de los Ptolomeos, Alejandría. Así, el altar pudo haberse considerado como el reflejo de la imponente cultura filológica y mitológica mantenida por los sacerdotes y letrados de la corte de los atálidas.
Construida sobre una altitud de 335 metros, la ciudad es la superposición de tres villas, unidas entre sí por medio de escaleras con belvederes y terrazas elevadas sobre pórticos de dos plantas. En la ciudad alta se emplazaban los edificios administrativos y cívicos: el ágora, el palacio, el arsenal, la biblioteca, el teatro, los templos de Dioniso y de Atenea Polias y el gran altar. En la zona media se localizaban un magnífico gimnasio, los templos de Deméter y de Hera Basileia y el pritaneo. La villa baja constituía el núcleo comercial.
La ciudad, además de ser un logro arquitectónico, se situaba en el centro de una rica región dedicada al trigo, a la vid y a la ganadería. La industria estaba diversificada, siendo sus productos principales los perfumes, los paños finos y los pergaminos. Su biblioteca rivalizaba con la de Alejandría, con unos 200 000 volúmenes, y el palacio real albergaba una gran colección de escultura. Además, era célebre por su escuela de oratoria y sus talleres escultóricos, y sus artistas dionisíacos hacían de la urbe el principal centro de arte dramático.

### Fecha de construcción del altar

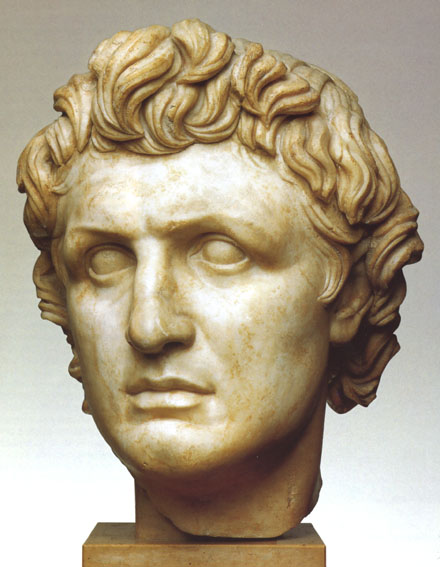
Cabeza esculpida a tamaño mayor que el real de Atalo I, inicios del reinado de Eumenes II.

La datación del altar es motivo de controversia. Se sabe que fue construido durante el siglo II a. C.. puesto que uno de los fragmentos de una dedicatoria tiene la inscripción ΒΑΣΙΛΙΣΣ (Α), es decir, «reina». La palabra se refiere casi con seguridad a Apolónide, esposa de Atalo I y madre de Eumenes II y de Atalo II. Puesto que no se conoce ningún epitafio común a Atalo I y a Apolónide, se supone que fue nombrada reina madre. De hecho, Eumenes II y Atalo II son denominados habituralmente los «hijos del rey Atalo y de la reina Apolónide». El gran altar podría entonces datarse en una fecha posterior a 197 a. C., año de la muerte de Atalo I. A partir de varias piezas de cerámica encontradas en la cimentación, los expertos han estimado que la construcción se habría realizado hacia 168 o 166 a. C., fecha del fin de la guerra contra los gálatas. Sin embargo, se admite por lo general que la decisión de iniciar el proyecto se sitúa al principio del reinado de Eumenes II, tras la paz de Apamea de 188 a. C., periodo en el cual el reino de Pérgamo estaba en su máximo apogeo. Se ignora cuanto tiempo duraron los trabajos de construcción. Es probable que la Gigantomaquia fuese realizada en primer lugar, si se tiene en cuenta el perfecto acabado del trabajo. En lo que respecta al friso de Télefo, su inconclusión se explicaría sin duda por el final de la dinastía atálida, en 133 a. C.
Ya en la época de Atalo I se comenzó la remodelación de la acrópolis de Pérgamo. Con el paso del tiempo, a las edificaciones originales se añadieron un templo de Dioniso, un teatro dedicado en su nombre, un heroon, un ágora superior para la ciudad y el gran altar conocido actualmente como el altar de Pérgamo. También se construyeron varios palacios y una biblioteca en el santuario de Atenea.

### Época romana
En el siglo II aproximadamente, el escritor romano Lucio Ampelio escribió en su obra Liber Memorialis, en el capítulo VIII (Miracula Mundi) una crónica del altar: «En Pérgamo hay un gran altar de mármol, de 40 pies (12 metros) de altura, con esculturas colosales. También muestra una Gigantomaquia».

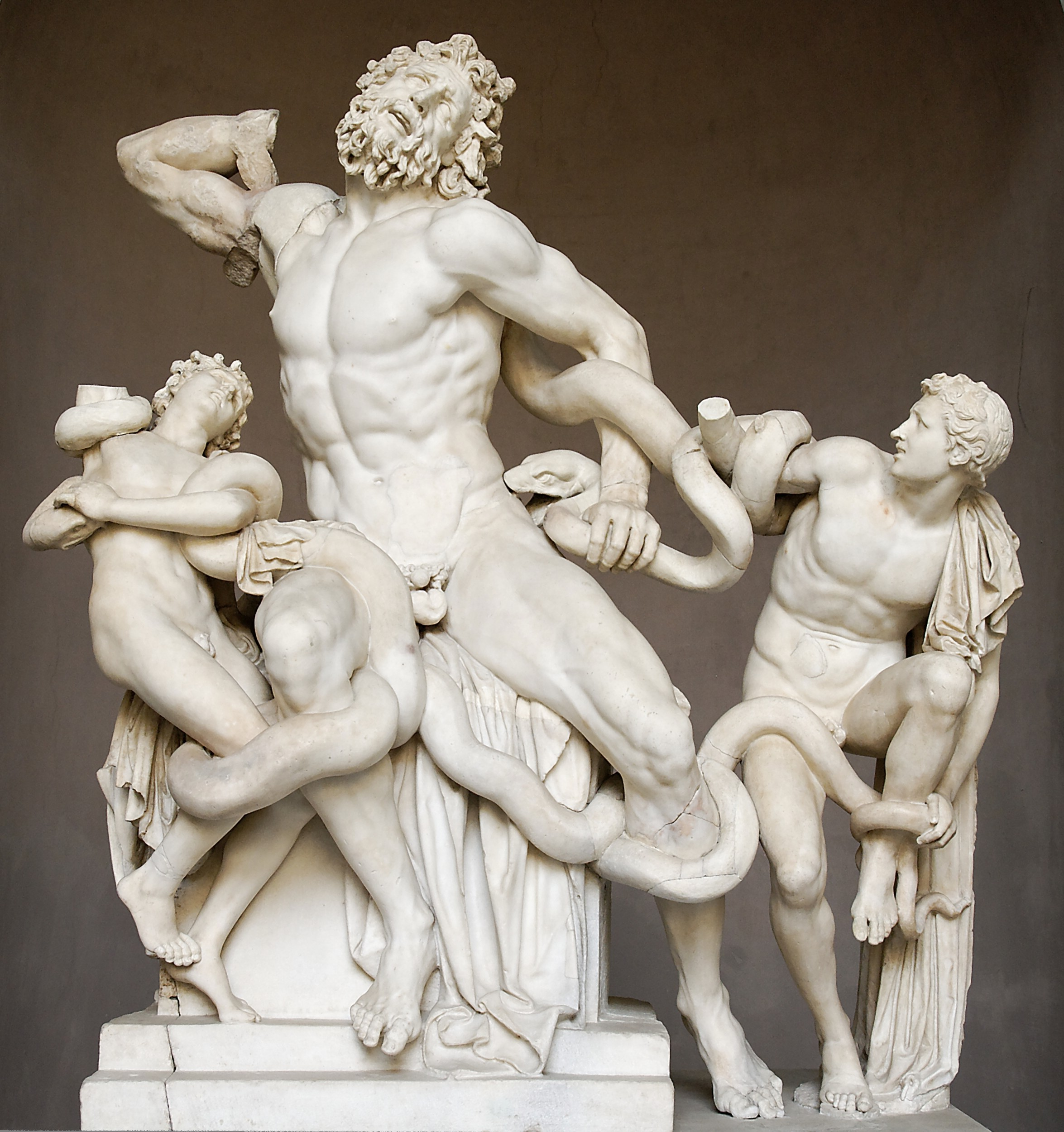
Laocoonte y sus hijos, ubicado en los Museos Vaticanos.

Además de un comentario de Pausanias, quien compara la práctica del sacrificio en Olimpia con el de Pérgamo, esta es la única referencia escrita al altar en toda la antigüedad. Este hecho es sorprendente ya que los escritores clásicos escribían mucho sobre obras de arte y Ampelio, después de todo, consideraba el altar como una de las maravillas del mundo. La ausencia de fuentes escritas en la antigüedad sobre el altar ha dado lugar a numerosas interpretaciones. Una posibilidad es que los romanos no considerasen este altar helenístico de gran importancia, ya que no databa de la época clásica de Grecia, en especial del arte ático. Únicamente esta época y la posterior evocación de sus valores asociados se consideraban significativos y dignos de ser mencionados. Esta hipótesis fue defendida en especial por los investigadores alemanes en los inicios del siglo XVIII, particularmente después de que se dieran a conocer los trabajos de Johann Joachim Winckelmann. Las únicas representaciones gráficas del altar aparecen en monedas del Imperio Romano, las cuales muestran el altar con una forma estilizada.

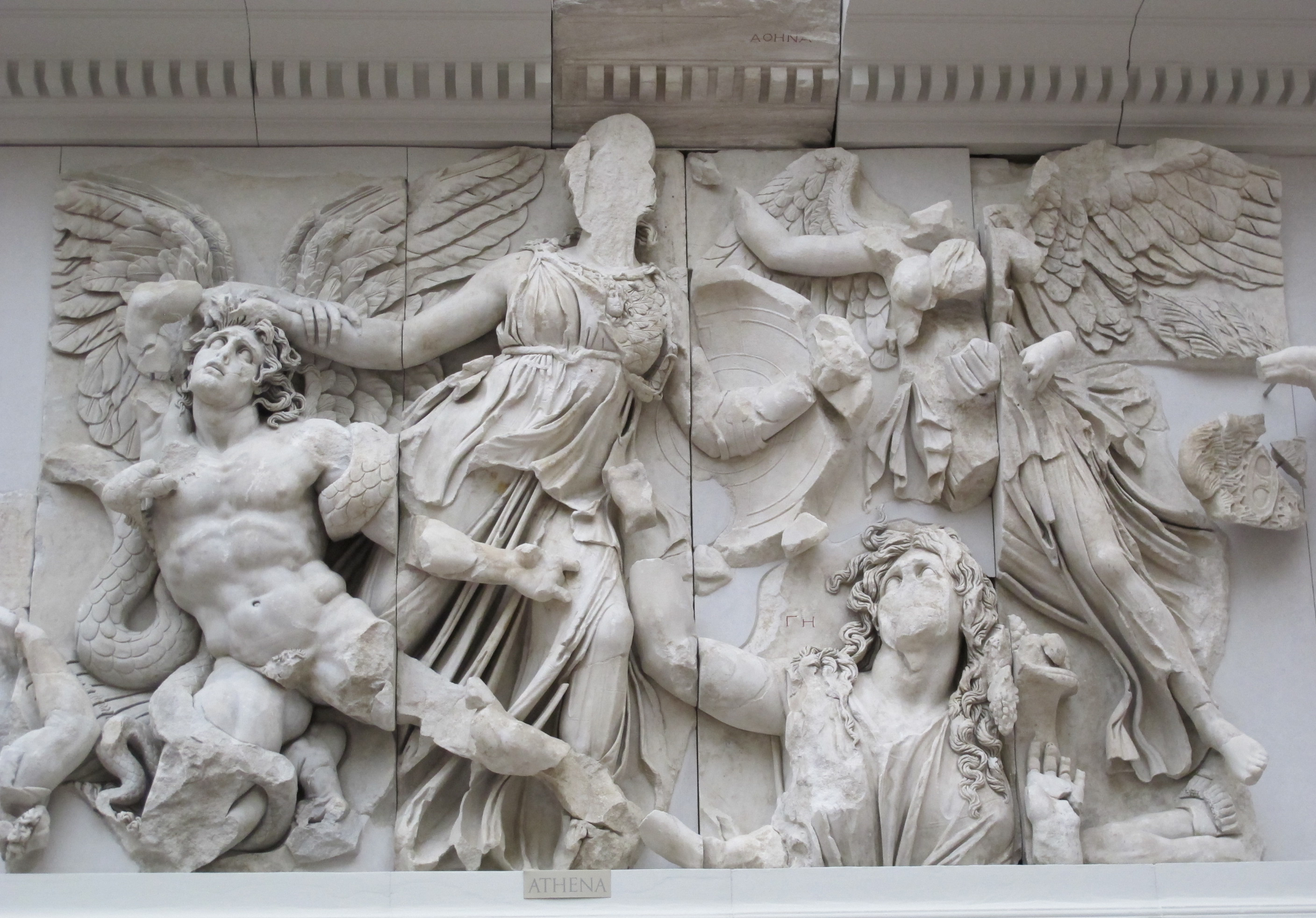
Alcioneo, Atenea, Gea y Nike, friso de la Gigantomaquia, altar de Pérgamo.

A lo largo del siglo XX, la percepción e interpretación de las antigüedades de otros periodos además del «clásico» han sido de nuevo estudiados. Desde ese momento, resulta incuestionable que el gran altar de Pérgamo es una de las obras más significativas, si no el culmen, del arte helenístico. Actualmente, una opinión desinformada y de bajo nivel sobre el altar resultaría insólita. El Laocoonte y sus hijos, ubicado en los Museos Vaticanos, es una de las pocas esculturas que se consideran hoy en día como grandes ejemplos del arte de la antigüedad. Declarada ya en época romana como «una obra maestra que sobrepasa a todas las demás pinturas y esculturas», podría haberse basado en un original proveniente también de un trabajo de Pérgamo. El grupo escultórico vaticano fue creado aproximadamente en la misma época que el altar. Es significativo que el oponente de la diosa Atenea al lado de los gigantes, Alcioneo, tenga un gran parecido al Laocoonte en su pose y su apariencia.

### De la Edad Antigua hasta elsigloXIX

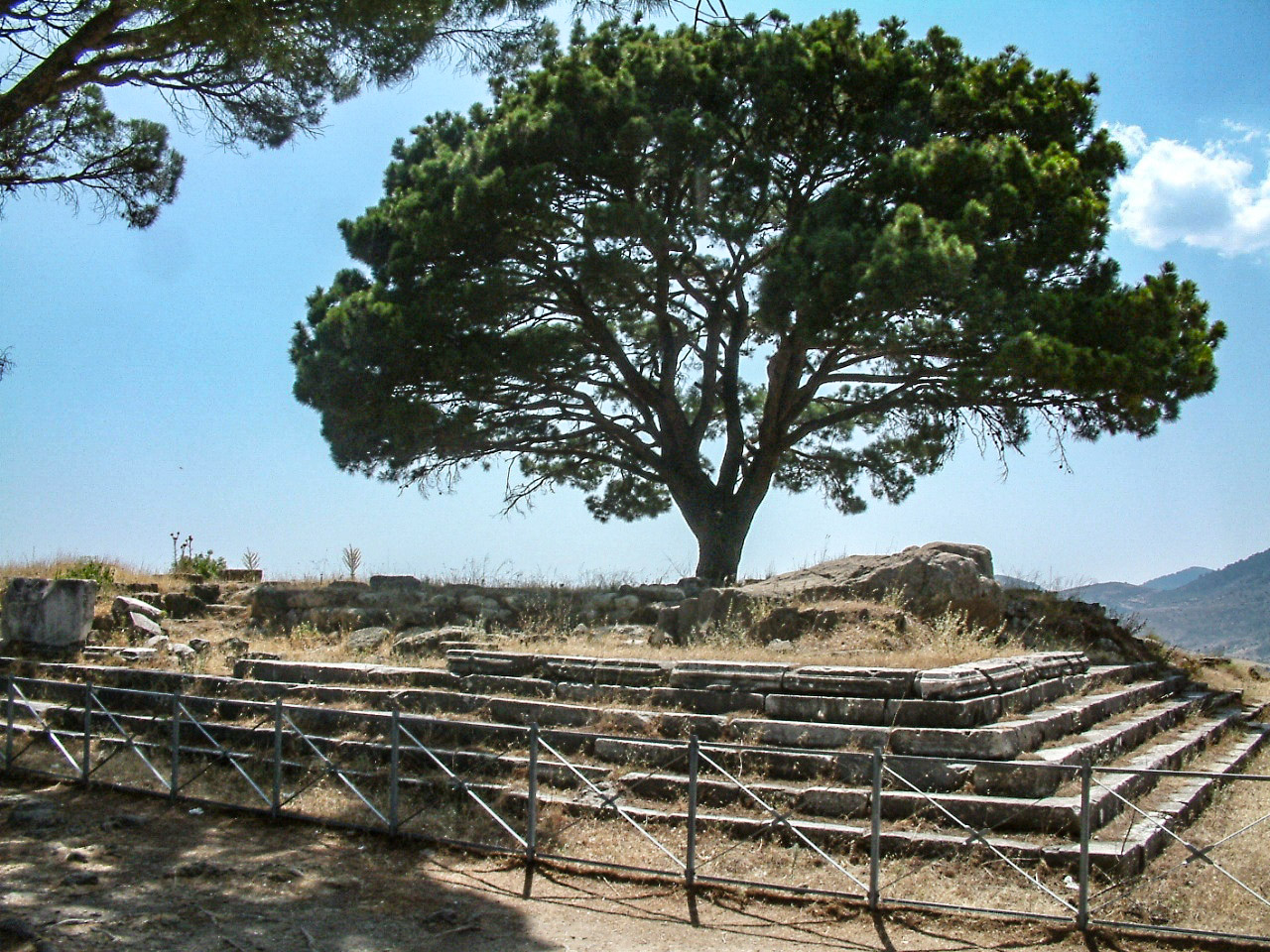
Emplazamiento del altar en la ciudad moderna de Bergama.

El altar perdió su función a finales de la antigüedad tardía, cuando el cristianismo reemplazó y suprimió las religiones politeístas. En el siglo VII la acrópolis de Pérgamo fue fortificada como defensa frente a los árabes. Durante el proceso, el altar de Pérgamo entre otros edificios fue parcialmente destruido para ser reutilizado como material de construcción. Sin embargo, la ciudad fue derrotada en 716 por los árabes, que la ocuparon temporalmente antes de abandonarla por considerarla poco importante. Se refundó en el siglo XII, y en el siglo XIII cayó en manos de los turcos.
En el siglo XIII, Teodoro Láscaris, futuro emperador de Nicea, visitó las ruinas de Pérgamo, aunque no hizo mención alguna del altar en sus cartas. Entre 1431 y 1444, el humanista italiano Ciríaco de Ancona también viajó a la ciudad y la describió en sus commentarii o diario de viaje. En 1625 William Petty, capellán de Thomas Howard, XXI conde de Arundel, coleccionista y mecenas de arte, viajó por Turquía y visitó Pérgamo, llevando consigo de vuelta a Inglaterra dos paneles del altar. Posteriormente, en 1811, Charles Robert Cockerell solo observó los fragmentos de un templo, que los habitantes de las villas vecinas habían transformado en lápidas.

### Descubrimiento arqueológico
El arquitecto alemán Carl Humann había ya trabajado en Samos, donde había participado en las excavaciones del Hereo iniciadas en 1861, cuando visitó por primera vez Pérgamo en 1864. Entró al servicio de su hermano Franz, quien había obtenido el derecho de construir unas carreteras en la parte oeste del Imperio otomano. Así, se instaló en Pérgamo en 1868 y pasó a ser el jefe responsable de un equipo formado por 2000 obreros, 1000 bueyes y 500 camellos, caballos y mulas.

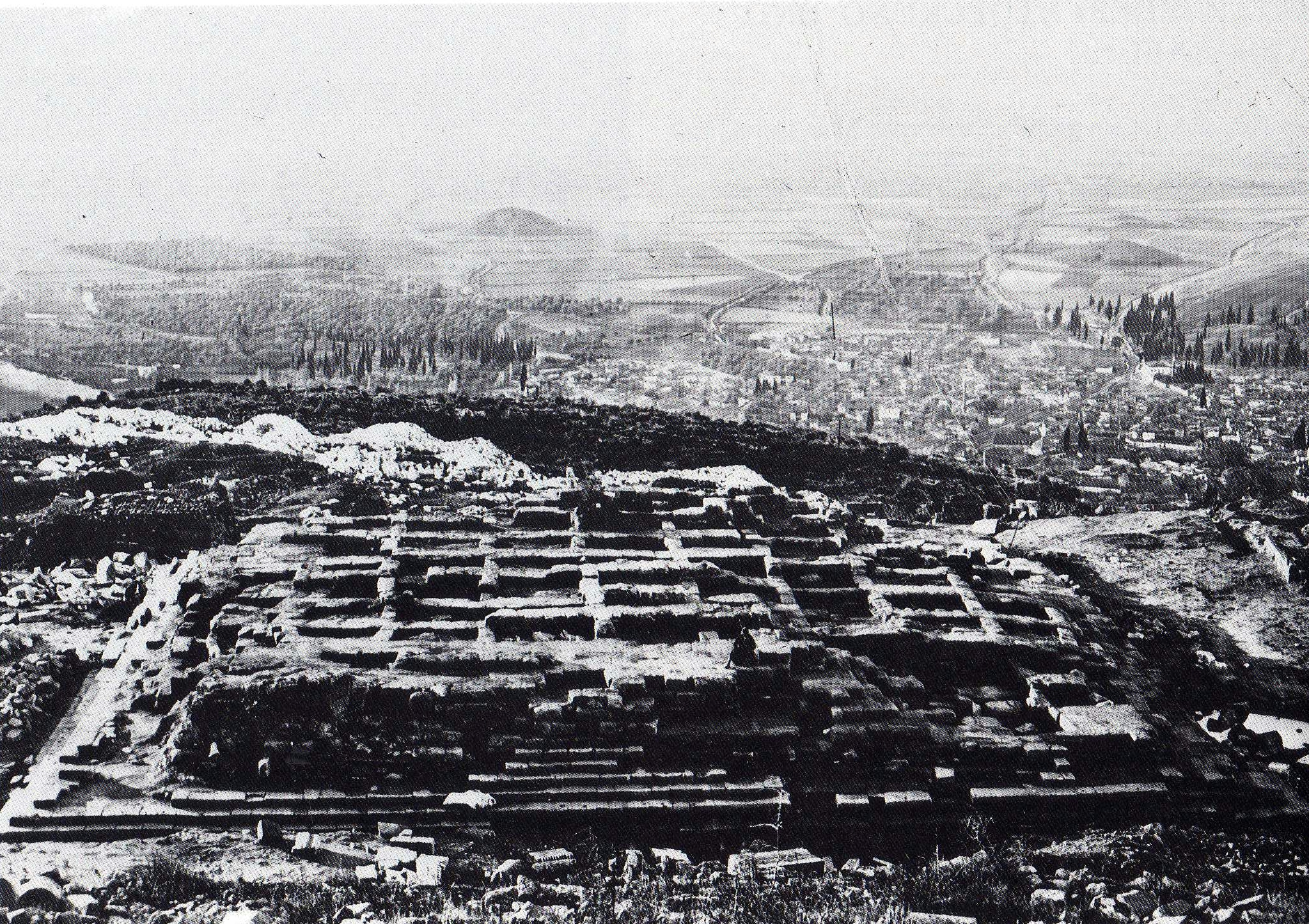
Cimientos del Altar de Pérgamo después de la excavación (1880).

En 1871, cuando el conocido arqueólogo alemán Ernst Curtius visitó su excavación, había desenterrado ya un cierto número de esculturas que parecían constituir una serie. Curtius le animó a enviarlas a Berlín, y ese mismo año mandó tres fragmentos de lo que definió como una «batalla entre hombres, caballos y animales salvajes» Las piezas pasaron desapercibidas durante cinco años en el "Altes Museum" (museo antiguo).
En diciembre de 1871 se encontró en un muro bizantino de la acrópolis de Pérgamo un panel de mármol con la figura esculpida de un gigante. Humann reconoció estar ante una obra maestra, aunque creía que el friso provenía del cercano templo de Atenea. El mural fue enviado inmediatamente a Berlín. En 1877 Alexander Conze, el nuevo director de la colección de esculturas del Museo de Berlín, halló en la obra de Lucio Ampelio una referencia a un altar de los gigantes, lo cual permitió una identificación más precisa. Conze centró su interés en los fragmentos y se apresuró a escribir a Humann para que iniciase la excavación, pidiendo ser su representante en el lugar con el fin de encontrar las otras partes del altar. 

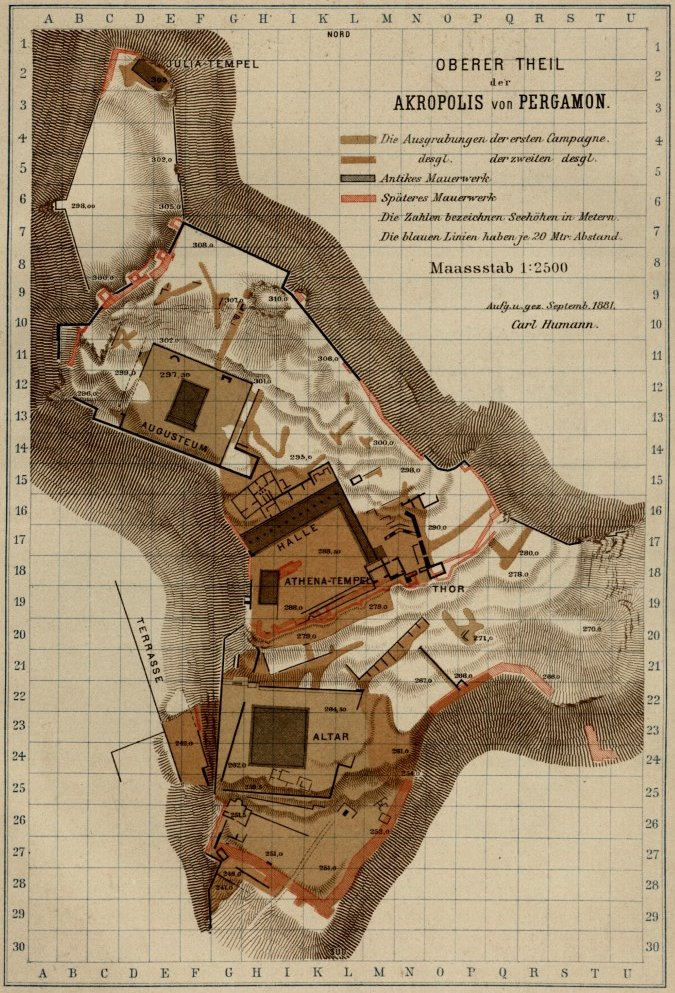
Plano de las excavaciones, 1880-1881

En agosto de 1878, el gobierno alemán obtuvo un firmán de los otomanos que le permitía inspeccionar en la acrópolis de Pérgamo. Se firmó un primer acuerdo, donde un tercio de los hallazgos serían para el propietario del terreno, otro tercio para el descubridor y otra tercera parte para el Estado otomano. El embajador consiguió en principio obtener los dos primeros tercios para Berlín. A partir de 1879 y a raíz de un nuevo acuerdo entre Alemania y el Imperio otomano, los fragmentos del altar se transportaron a Berlín. El gobierno otomano deseaba en principio que los hallazgos fuesen compartidos, pero la influencia alemana, la debilidad política del Imperio otomano a raíz de su derrota contra Rusia, el papel de mediador desempeñado por Bismarck durante el Congreso de Berlín y un pago de 20 000 marcos de oro permitieron a Alemania recuperar la totalidad de las piezas.
Las excavaciones se desarrollaron en tres campañas: 1878-1879, 1880-1881 y 1883-1886. La primera campaña se inició el 9 de septiembre de 1878 con la apertura de una trinchera entre la muralla bizantina y la muralla atálida, al sur de la acrópolis. Los elementos del altar habían sido utilizados para la construcción de la muralla, de tal forma que el relieve quedaba hacia el interior. El 24 de septiembre se habían descubierto ya diecisiete paneles. A finales de diciembre, se habían hallado treinta y nueve paneles de la Gigantomaquia y cuatro del friso de Télefo, cerca de 800 fragmentos, una decena de estatuas y treinta inscripciones. Para ello, se desenterraron 1800 metros cúbicos de tierra. En 1880 ya se habían excavado noventa y siete láminas. Las prospecciones en la acrópolis pusieron al descubierto la base del altar. Antes de 1901 y de la construcción del Museo de Pérgamo en Berlín, se habían encontrado noventa y cuatro paneles del friso y 2000 fragmentos. Se necesitaba media jornada de trabajo y veinte operarios para poder desmontar un panel desde la Acrópolis. Humann consiguió fácilmente hacerse una idea de la planta del altar gracias a la posición del friso, aunque debió esperar mucho tiempo a que se despejase para encontrar el primer vestigio arquitectónico. Los trabajos para poder extraer el altar del muro bizantino duraron 1300 días. Humann incluso hizo construir una carretera para facilitar la salida de los mármoles, que hizo destruir posteriormente para que nadie más la utilizase. Se construyó un nuevo espigón para poder embarcar las piezas. Para evitar que los otomanos viesen lo que realmente se había descubierto, Humann dejó el cemento bizantino sobre el friso y lo hizo transportar boca abajo. Incluso consiguió comprar los fragmentos que habían sido descubiertos anteriormente por otros y que se encontraban en Constantinopla.

### SigloXX

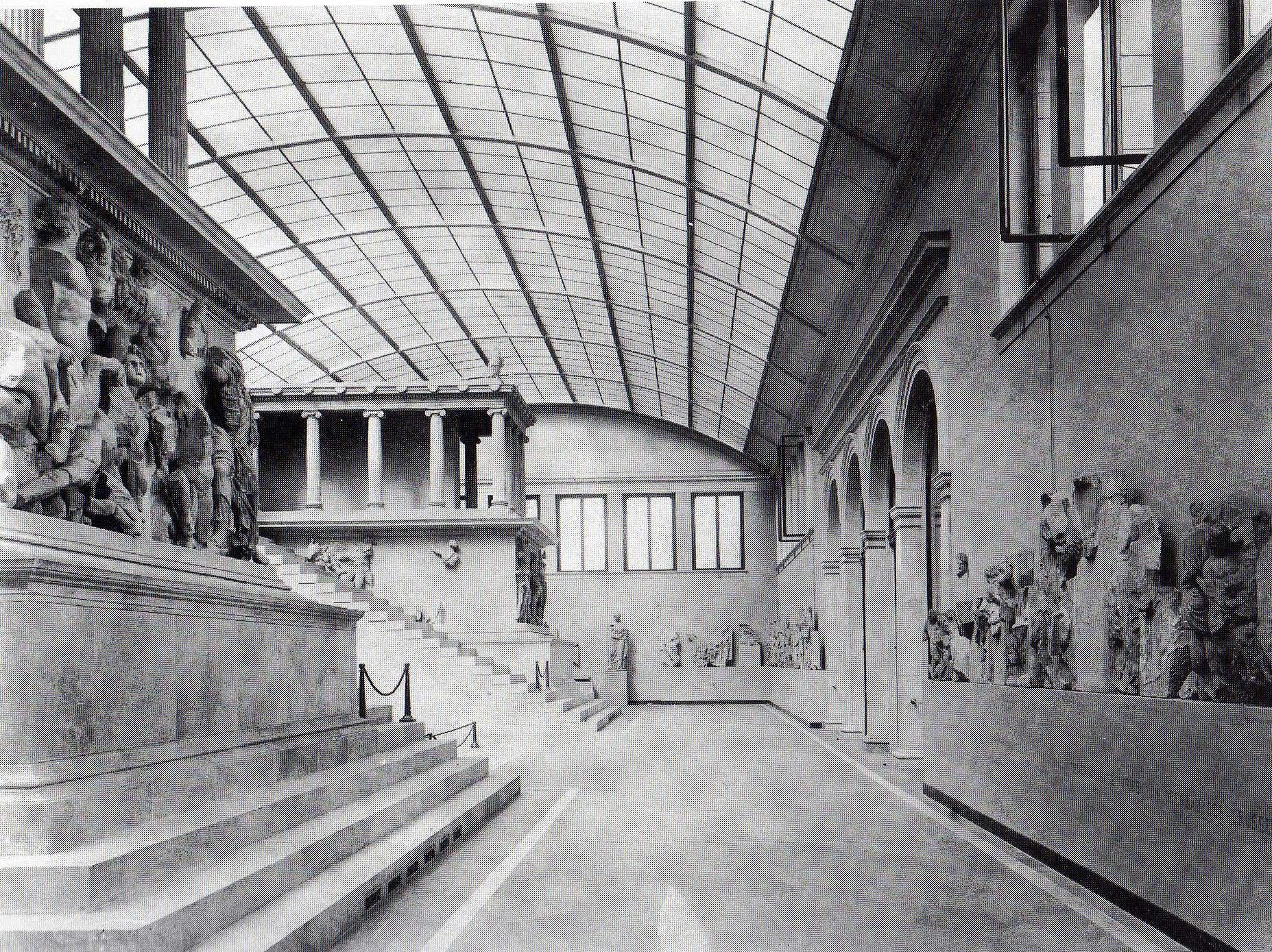
Reconstrucción del altar de Pérgamo en un edificio temporal, parte occidental, anterior a 1908.

Inicialmente, no existía un lugar apropiado donde pudiesen presentarse los paneles del altar y fueron alojados temporalmente en el abarrotado Altes Museum, donde en particular el friso de Télefo no podía exhibirse de manera correcta. Por esta razón, se propuso la construcción de un nuevo museo. El primer Museo de Pérgamo se edificó entre 1897 y 1899 por Fritz Wolff y abrió sus puertas en 1901, con la presentación de un busto de Carl Humann realizado por Adolf Brütt. Este edificio se utilizó hasta 1908, aunque se consideraba únicamente como una solución provisional y fue llamado por tanto el «edificio temporal».
Se proyectaron cuatro museos arqueológicos, en uno de los cuales se instalaría el altar de Pérgamo. Sin embargo, el primer edificio tuvo que ser demolido por problemas en su cimentación. Además, en su interior se consideró que se alojarían los hallazgos que no pudieran presentarse en los otros tres, y por tanto desde un principio el espacio era demasiado pequeño para el altar.

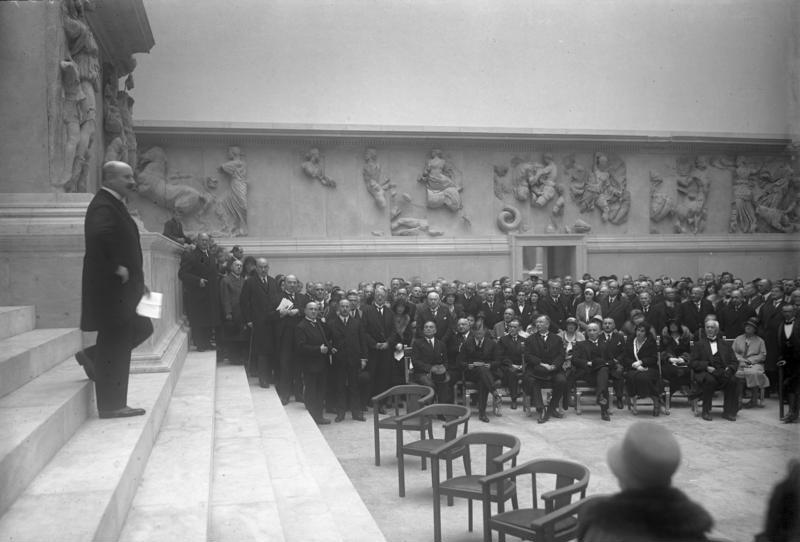
Discurso de inauguración del museo de Pérgamo, septiembre de 1930.

Así, en 1910 se iniciaron las obras de construcción de un nuevo museo de Pérgamo, diseñado por Alfred Messel. Fue inaugurado en 1930, debido a los retrasos causados por la Primera Guerra Mundial, la Revolución de Noviembre y la Hiperinflación en la República de Weimar en 1818-19. El nuevo edificio presentó el altar de una forma similar a la que se puede apreciar actualmente. Una reconstrucción parcial de la galería central permitió la instalación de los fragmentos del friso en los muros perimetrales. A través de las escaleras se llega hasta el friso de Télefo, tal y como ocurría en la construcción original, aunque solo se exhibe una parte del mismo. Se desconoce el motivo por el cual no se reconstruyó el altar completo cuando se edificó el nuevo museo y se instaló el friso. Cuando se ideó la exposición, Theodor Wiegand, director del museo de la época, siguió las ideas de Wilhelm von Bode, quien tenía en mente un gran «Museo Alemán» al estilo del Museo Británico de Londres. Pero obviamente no hubo un planteamiento global, y a pesar de que se pensaba realizar un gran museo de arquitectura, que mostraría ejemplos de toda la cultura mediterránea y del antiguo Oriente Medio, la disposición del altar en el edificio tuvo que ser reducida. Hasta finales de la Segunda Guerra Mundial, solo la parte oriental del museo con las tres amplias galerías era denominada el «Museo de Pérgamo».

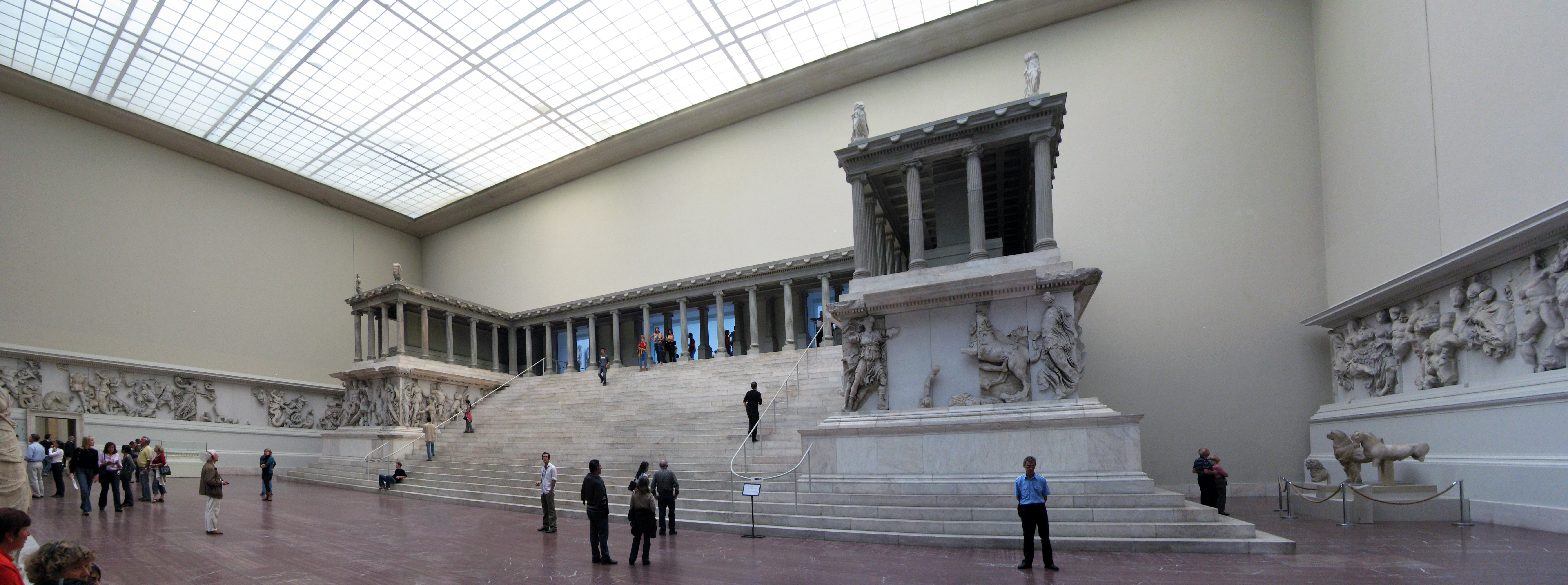
El altar de Pérgamo tal y como puede visitarse en la actualidad en el museo de Pérgamo en Berlín. En una primera sala se pueden contemplar, en tres de sus muros, los frisos de la Gigantomaquia de los lados este y parte de los paneles norte y sur. En el cuarto muro está adosada la escalinata, con los frisos del oeste y el resto de los frisos norte y sur en su ubicación original. A través de la escalera se sube a una segunda sala donde se exhiben los frisos de Télefo.

El altar ha permanecido siempre en el interior del museo, a excepción del periodo comprendido entre 1945 y 1959. En 1939, sus puertas se cerraron a causa de la Segunda Guerra Mundial. El altar fue ocultado al principio en los sótanos del Reichsbank, y posteriormente en un refugio antiaéreo en Tiergarten. En 1945, las tropas soviéticas se apoderaron del monumento, lo desmantelaron y se lo llevaron a Rusia como botín de guerra. Fue expuesto en el museo del Ermitage en Leningrado, actualmente San Petersburgo. El museo de Pérgamo estaba en la zona de ocupación soviética, y no fue hasta 1958 cuando la mayoría de sus objetos fueron devueltos a la Alemania Oriental, entre ellos el altar de Pérgamo. En 1990, nueve cabezas del friso de Télefo, que tuvieron que ser trasladadas a la zona oeste de Berlín debido a la guerra, fueron devueltas al museo.
El monumento ha sufrido diversos problemas debido a restauraciones anteriores incorrectas. Las grapas y pasadores que conectaban los fragmentos y anclaban el friso y las esculturas al muro estaban hechos de hierro. Cuando estos comenzaron a oxidarse aumentaron de volumen, con el peligro de rotura del mármol desde el interior. Por lo tanto, desde 1990 era imperativa una intervención de urgencia. De 1994 a 1996 el friso de Télefo fue intervenido, incluso algunas partes que eran inaccesibles en los años 1980. Más tarde se restauró la Gigantomaquia bajo la dirección de Silvano Bertolin. Primero se intervino el friso oeste, luego las piezas de los lados norte y sur, y finalmente el friso este. La operación costó más de tres millones de euros. El 10 de junio de 2004 el friso, totalmente restaurado, fue presentado de nuevo al público. 
En 1998 y posteriormente en 2001 el ministro de Cultura turco, Istemihan Talay, pidió el retorno del altar y otros objetos a su país. Sin embargo, esta petición no tenía carácter oficial y no sería aplicable bajo los estándares actuales. En general, los Museos Estatales de Berlín, además de otros museos de Europa y Estados Unidos, descartan el posible retorno de los objetos de sus colecciones. Actualmente, la mayor parte de la cimentación y diversos restos de los muros del altar permanecen en su emplazamiento original. Asimismo, se conservan en Turquía varias piezas del friso de pequeñas dimensiones, que fueron encontradas posteriormente.

## Descripción

### El edificio

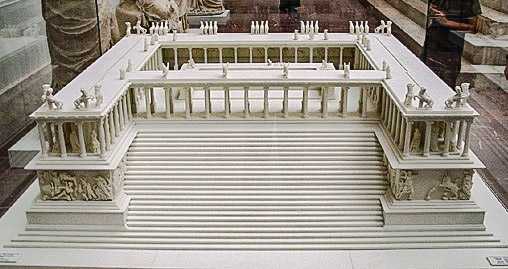
Maqueta del altar en el museo de Pérgamo.

En la época clásica se levantaban templos dedicados a los grandes dioses o a los dioses locales de cada ciudad. Delante de ellos se colocaban los altares para los sacrificios, que eran construcciones de poca importancia. Más tarde, durante el período helenístico, fueron construidos grandes altares monumentales, dedicados a una deidad, por lo general a Zeus.
El altar de Pérgamo era una construcción colosal alzada sobre un podio, respetando la visión original. Estaba construido en la segunda terraza de la acrópolis de la ciudad y seguía el esquema tradicional de los edificios de la Grecia oriental. A partir de un gran cuerpo central rectangular sobresalían de los lados dos alas laterales, que enmarcaban una escalera monumental que a su vez conducía a un patio central con una columnata perimetral exterior. 

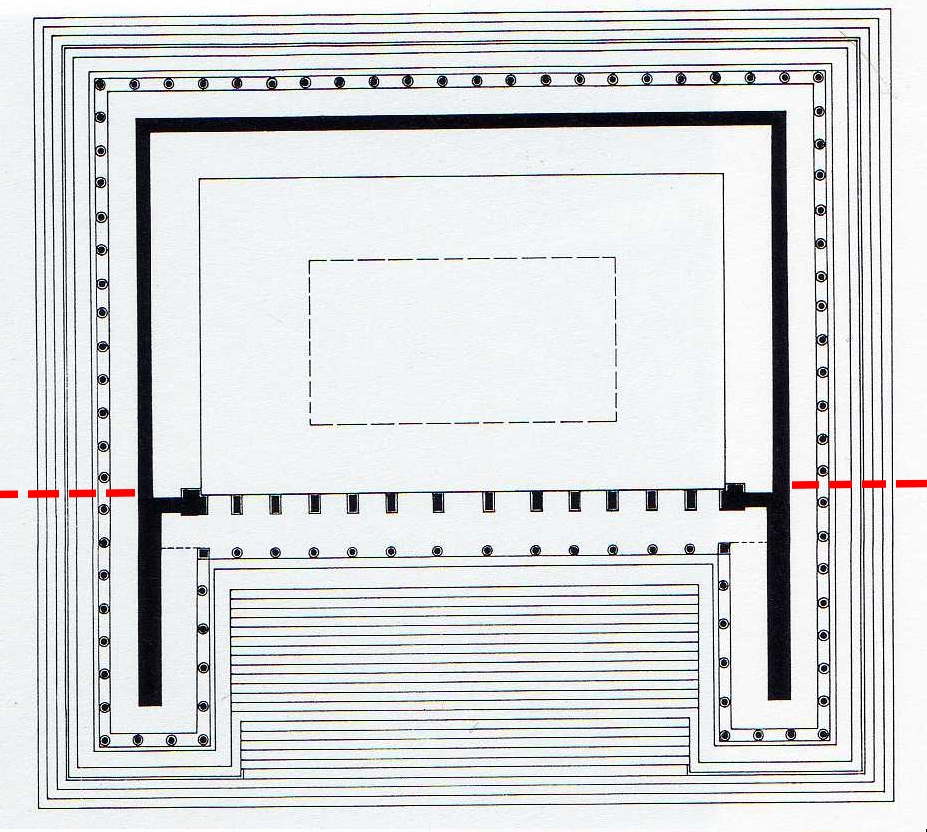
Planta baja reconstruida del altar de Pérgamo completo, tal y como era originalmente.

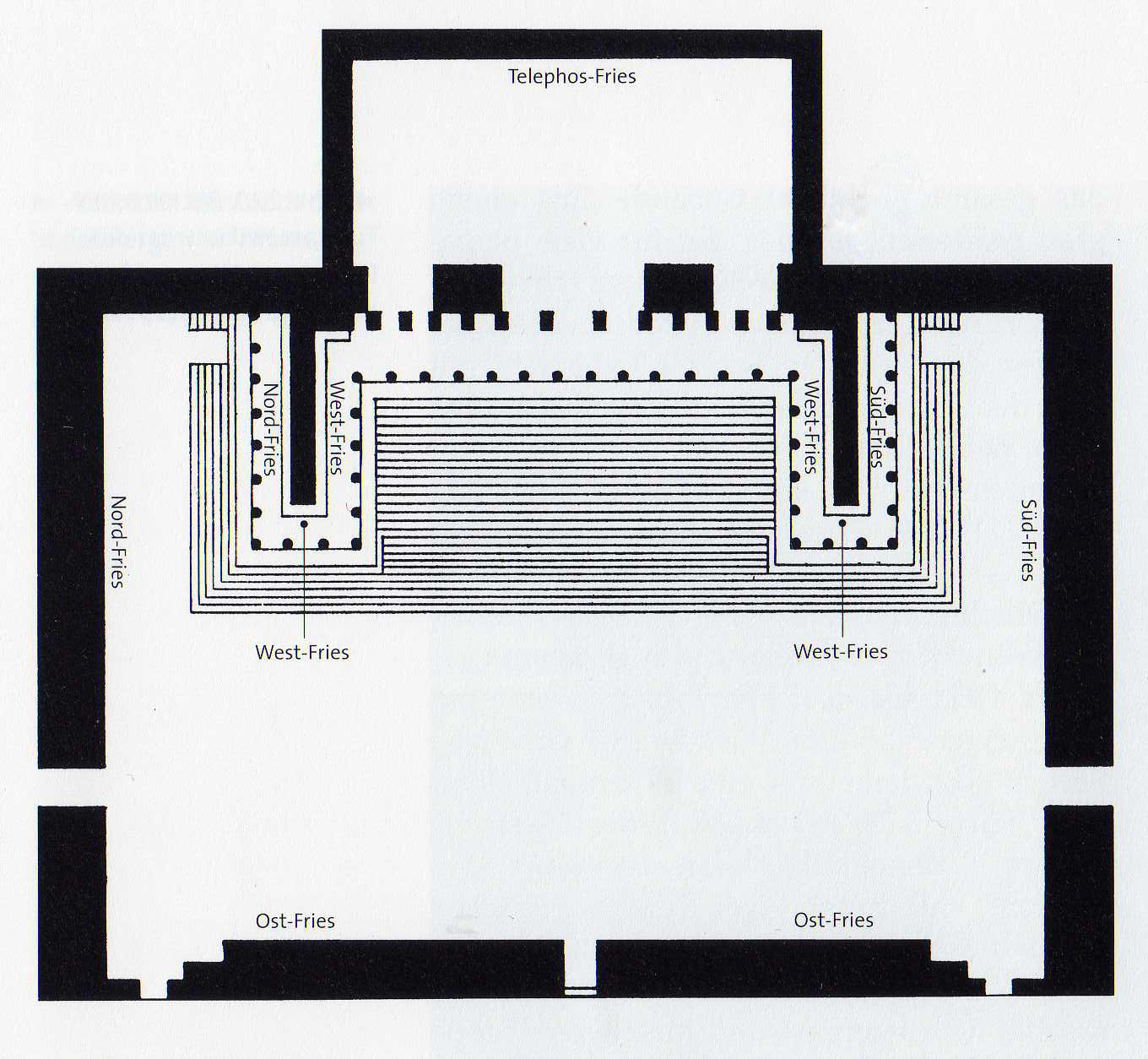
Planta baja del altar modificado para su ubicación en el Museo de Pérgamo.

El edificio estaba formado por dos alturas. En la parte inferior se situaba el gran friso de las esculturas, que no formaba parte del entablamento sino del podio del templo. En la parte superior había una columnata de orden jónico dividida en tres cuerpos, uno central al fondo y dos laterales. La columnata central daba su espalda al patio central cuadrangular, que era el espacio reservado para los sacrificios. En este lugar se quemaba incienso y se hacían libaciones en honor de los dioses. Siguiendo la tradición jonia, la mesa del altar se situaba en una gran base con escalones que en este caso constituía una unidad con el conjunto arquitectónico.
En el podio o basamento se desarrollaba la decoración escultórica hecha con mediorrelieves. En esta parte exterior del edificio se representó una Gigantomaquia, es decir, el combate mitológico entre los gigantes, hijos de Gea, y los dioses olímpicos. El friso tenía 2.30 metros de altura y 113 metros de longitud. Estaba rematado por una cornisa muy sobresaliente, con dentículos. Las escenas no estaban separadas, sino que se trataba de un friso continuo que describía un momento de la batalla. Los paneles de los muros interiores del patio, de 1.10 metros de altura y 90 metros de longitud, representaban la historia de Télefo, hijo de Heracles y fundador legendario de Pérgamo. Finalmente, sobre el techo de las columnatas, se disponían unas acroteras con las imágenes de dioses, caballos, grifos, centauros y leones. 
Una reconstrucción reciente sugiere que el intercolumnio estaría ocupado por estatuas. Así, el grupo denominado pequeños galos o pequeños gálatas podría haber estado situado en el borde del altar. A pesar de esta profusión escultórica la obra quedó incompleta, puesto que algunas decoraciones de las columnas superiores y el friso de Télefo están inacabados.
Los restos de la inscripción dedicada del arquitrabe no permiten conocer la divinidad a la que estaba consagrado el altar, por lo que se le da el nombre convencional de «Gran Altar». Las hipótesis más factibles apuntan a Zeus, a Atenea (protectora de Pérgamo), a ambos a la vez o incluso a los doce dioses del Olimpo. En cuanto a la literatura, esta no contribuye demasiado a la arqueología, puesto que a pesar del carácter excepcional del edificio, solo el escritor del siglo III d. C. Lucio Ampelio menciona al altar en su obra. Por otra parte, su testimonio no aporta ninguna novedad en lo que respecta al conocimiento del monumento.
Se consideran como precedentes del altar de Pérgamo el altar de Hera en Samos, el de Zeus también en Pérgamo y el de Asclepios en Cos, todos ellos pertenecientes al siglo IV a. C. En los tres casos se sigue una distribución formal similar, en la cual el altar está rodeado por un muro y elevado sobre un podio, tiene una forma de herradura y en los ejemplos de Pérgamo y Cos está flanqueado por dos columnatas laterales. El acceso al altar se producía también a través de una escalinata. Los dos primeros edificios se conocen por el relato de Pausanias en su obra Descripción de Grecia, y el segundo además por una moneda de bronce datada del siglo II a. C. Estos tres altares tienen unas dimensiones menores al gran altar de Pérgamo, siendo el de Samos el único equiparable en cuanto a su tamaño.

### Función del altar

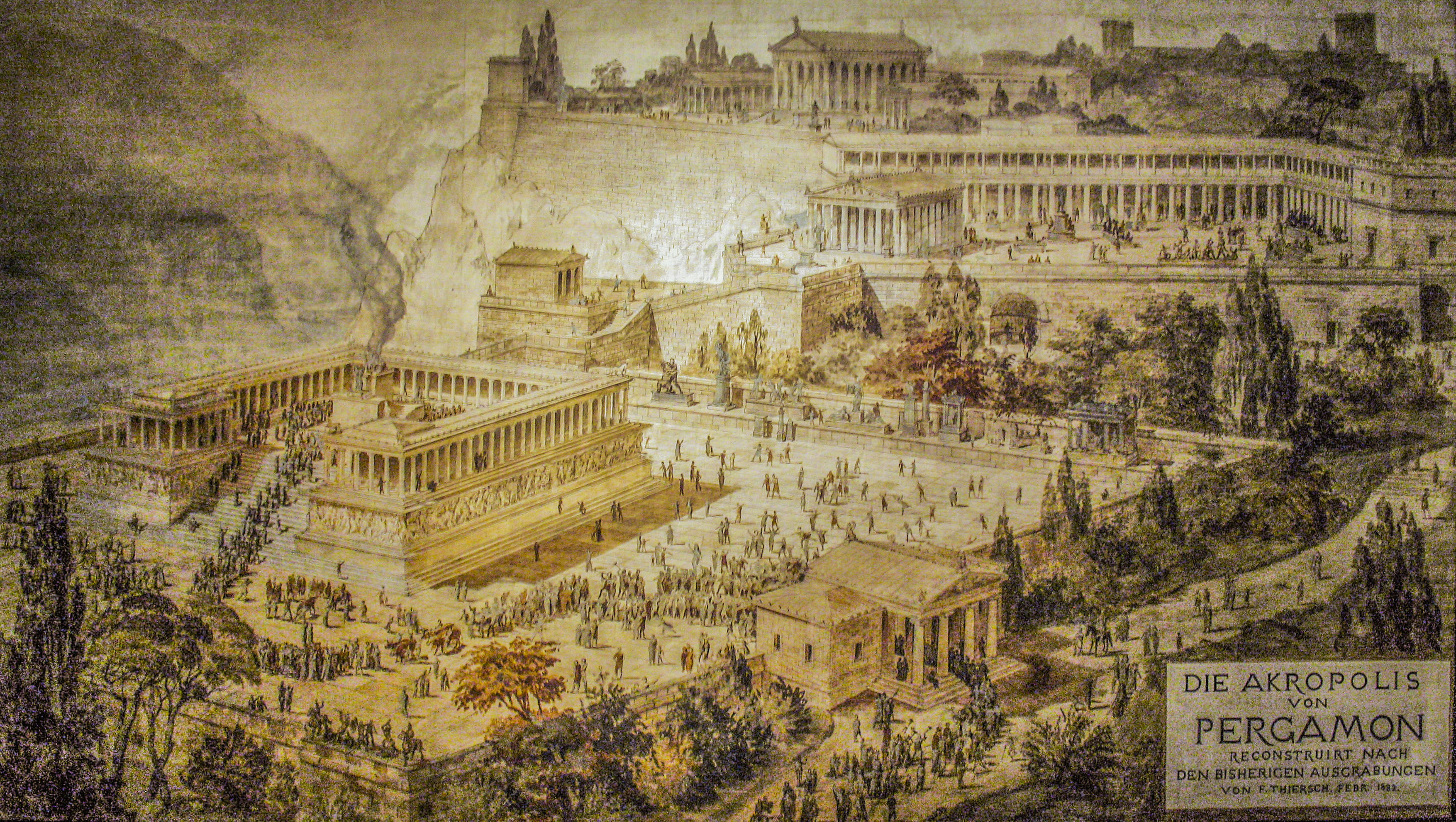
La Acrópolis de Pérgamo, reconstrucción tras las excavaciones. Dibujo de F. von Thiersch, febrero de 1882.

Contrariamente a la creencia popular, el altar de Pérgamo no era un templo, sino probablemente el altar de un templo, aunque por lo general los altares se localizaban frente a ellos en el exterior. Se cree que el templo de Atenea, situado en la terraza de la acrópolis superior, podría haber sido su punto de referencia de culto, y que el altar habría servido únicamente como lugar de sacrificio. Esta teoría queda reforzada por el hallazgo de diversas bases de estatuas e inscripciones de consagración en los alrededores del altar, cuyos donantes mencionan a Atenea. Otra posibilidad es que se honrara a Atenea y a Zeus conjuntamente. También pudo darse la circunstancia de que el altar tuviera una función independiente. Al contrario de un templo, que siempre tenía un altar, un altar no necesariamente tenía que tener un templo. Los altares podían ser relativamente pequeños y estar emplazados en las casas o, menos frecuentemente, tener enormes dimensiones como en el caso de Pérgamo. Los pocos restos de inscripciones no aportan la suficiente información como para determinar la identidad del dios al cual estaba dedicado el altar.
Hasta el momento, ninguna de estas teorías está totalmente confirmada. Esta situación condujo al antiguo director de las excavaciones de Pérgamo a la siguiente conclusión:

Ninguna investigación es indiscutible en relación con la más famosa obra maestra de Pérgamo, ni el constructor, ni la fecha, ni la ocasión, ni el propósito de la construcción
Wolfgang Radt

Asimismo, es igual de incierta la naturaleza de los sacrificios que se realizaban en el lugar. A juzgar por los restos del relativamente pequeño altar de fuego instalado dentro de un enorme edificio, solo se puede concluir que tenía forma de herradura. En apariencia era un altar con dos alas salientes a los lados y uno o varios escalones en el frente. Los muslos de los animales sacrificados posiblemente se incineraban en este lugar. Pero también es probable que el altar sirviese solo para libaciones, el ofrecimiento de sacrificios en forma de incienso, vino y fruta. Es posible que solo los sacerdotes, los miembros de la familia real y los invitados extranjeros ilustres tuvieran permitido el acceso al altar de fuego.

### Proporciones y el número áureo

Trazado del rectángulo áureo AEFD a partir del cuadrado ABCD. El rectángulo BEFC es asimismo áureo. Su relación en ambos casos es de 1/1.61. Se observa que la proporción es similar a la planta original del altar de Pérgamo.

Una investigación realizada por Patrice Foutakis ha tratado de responder a la cuestión de saber si los griegos antiguos utilizaban el número áureo en su arquitectura, un número irracional equivalente a 1.61803...etc. Con este objetivo, se examinaron las dimensiones de quince templos, dieciocho tumbas monumentales, ocho sarcófagos y cincuenta y ocho estelas funerarias, pertenecientes al siglo V a. C.  hasta el siglo II a. C. El resultado de esta investigación indicó que el número de oro no se utilizó en la arquitectura griega del siglo V a. C. y que apenas aparece en los seis siglos siguientes.
Se identificaron cuatro casos excepcionales de aplicación del número áureo en una torre, una tumba, una estela funeraria y en el gran altar de Pérgamo. En los lados frontales del friso, las proporciones son de 2.25 metros de altura por 5.17 metros de anchura, es decir, una proporción 1/2.25, la misma relación que en el Partenón. La ciudad de Pérgamo mantenía estrechos lazos con Atenas, sus reyes admiraban el arte ático y enviaban ofrendas al Partenón, al tiempo que ambas villas tenían la misma diosa protectora, Atenea. Además, el templo de Atenea Polias Niképhoros en Pérgamo, situado a pocos metros del altar, albergaba una copia de la estatua criselefantina de Atenea, realizada por Fidias para el Partenón. Las dos construcciones que cierran la escalinata monumental del altar se presentan a modo de dos templos jónicos. Las proporciones de cada uno de ellos es la siguiente: la anchura del estilóbato es de 4.722 metros por una longitud del estilóbato de 7.66 metros, es decir, una proporción 1/1.62. La altura con el entablamento es de 2.93 metros por una anchura del estilóbato de 4.722 metros, es decir, una relación 1/1.61. Cuando el visitante sube la escalera y pasa a través del portikon, entra en un patio que en origen estaba delimitado por una columnata de 13.50 metros de anchura y 21.60 metros de longitud, es decir, una proporción de 1/1.60.
En otras palabras, según Foutakis, el arquitecto que realizó este altar quiso que el espectador, situándose en el eje frontal del monumento, pudiese ver dos templos jónicos proporcionados con el número de oro, y después de haber subido la escalera, se situara en un patio que también seguía la relación áurea. El antagonismo político y cultural entre Pérgamo y Alejandría, la ciudad donde Euclides desarrolló su proporción geométrica de razón extrema y media, habría podido ser el origen de su rápida propagación en Pérgamo, una villa ya muy abierta a las novedades en ciencia, escultura, arquitectura y política.

## Gigantomaquia

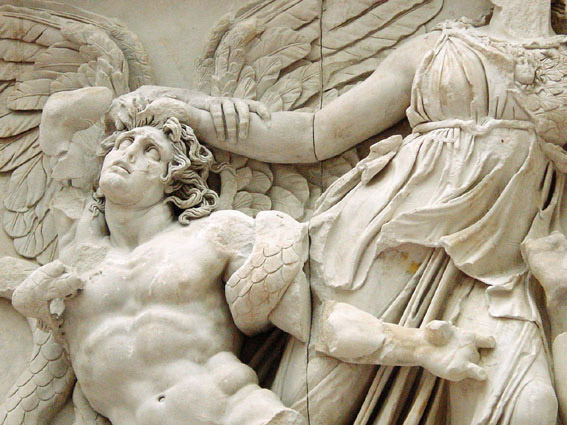
Joven gigante vencido por Atenea, detalle del friso este del altar, Museo de Pérgamo.

Al igual que la Centauromaquia (o combate entre centauros y lápitas) y la Amazonomaquia, la Gigantomaquia constituye un tema iconográfico muy popular en la Antigua Grecia, en la cual se representa la victoria del orden frente al caos. En el contexto de Pérgamo, donde se representa el triunfo de Zeus y Atenea frente a sus enemigos los gigantes, se trata de una alusión evidente a la victoria de la ciudad contra los Gálatas. El friso del altar se compone de 120 paneles de 2.30 metros de altura, con una anchura variable comprendida entre los 70 centímetros y 1 metro, y un espesor de 50 centímetros. Este grosor permitió que las figuras en relieve tuvieran una gran profundidad. Cada panel se concibió para representar a un personaje importante.
El friso muestra un centenar de figuras que representan la lucha de los dioses contra los gigantes, cada una de ellas designada por su nombre: en la cornisa superior aparece una inscripción con el nombre de cada dios, y en caracteres más pequeños sobre la base inferior se presenta otra para los gigantes. A excepción de uno de ellos, Mimas, no se conoce el nombre de ninguno de los otros gigantes. Los escultores sin duda debieron basarse en la erudición de un poeta de la corte.

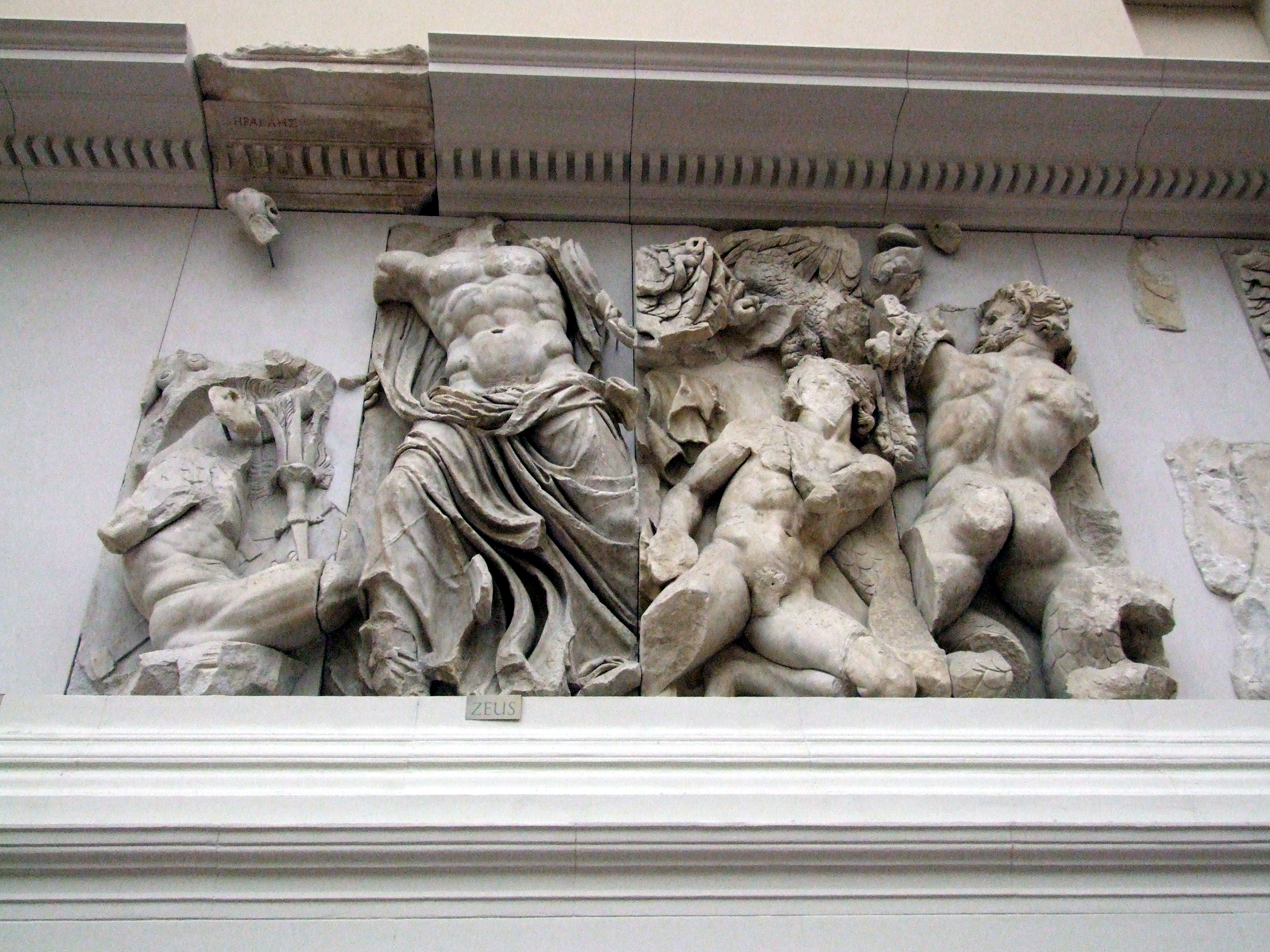
Zeus luchando contra Porfirión. Friso oriental.

De acuerdo con la tradición clásica del friso, las figuras destacaban sobre un fondo azul oscuro y ocupan toda la altura de los paneles, y el conjunto del friso representa un único episodio y no un relato. Por el contrario, el tratamiento de las esculturas no es en absoluto clásico. Los escultores recurrieron a la técnica del altorrelieve, habitual en las metopas pero no en los frisos. Asimismo, muestran un nivel de detalle poco habitual en la escultura ornamental: se representan con gran delicadeza las plumas, las escamas o la piel de cada uno de los monstruosos gigantes, al igual que las vestimentas y el calzado de los dioses. Los personajes se entremezclan en una composición densa y compleja, al tiempo que los cuerpos de los gigantes se convulsionan y sus rostros se retuercen de dolor ante el asalto de los dioses olímpicos. En la cara norte de la escalinata, los dioses empujan a los gigantes escaleras arriba hasta arrinconarlos. A medida que el espectador sube los escalones, su subida está acompañada por la caída de los gigantes, quienes se hunden cada vez más en los peldaños.
El estilo de Pérgamo, que se puede calificar como un barroco helenístico, alcanza su apogeo en esta obra. En efecto, el friso es el mayor y una de las últimas creaciones de la escultura monumental griega. La composición es muy densa y parece resaltar la importante función del podio. Las escenas, las figuras y sus rostros están tratadas con pathos (emoción). Las expresiones de los dioses y los gigantes se caracterizan por la expresión patética o exagerada, con la boca abierta, el ceño fruncido, la frente arrugada y la mirada sombría. La musculatura de los gigantes es poderosa, tensada por el esfuerzo, casi hinchada. Los escorzos y los detalles estilísticos, tales como los pliegues de los mantos, los cabellos y los dibujos del calzado, así como la escultura de las ropas ya no se ajustan a las formas anatómicas. Las demostraciones de fuerza están cargadas de detalle e intensidad psicológica. La lucha victoriosa de los dioses olímpicos contra las fuerzas ctónicas busca sin duda simbolizar la supremacía de los príncipes atálidas sobre los bárbaros gálatas, aunque más allá de toda lectura política, la composición posee un significado cosmogónico.

### El friso este

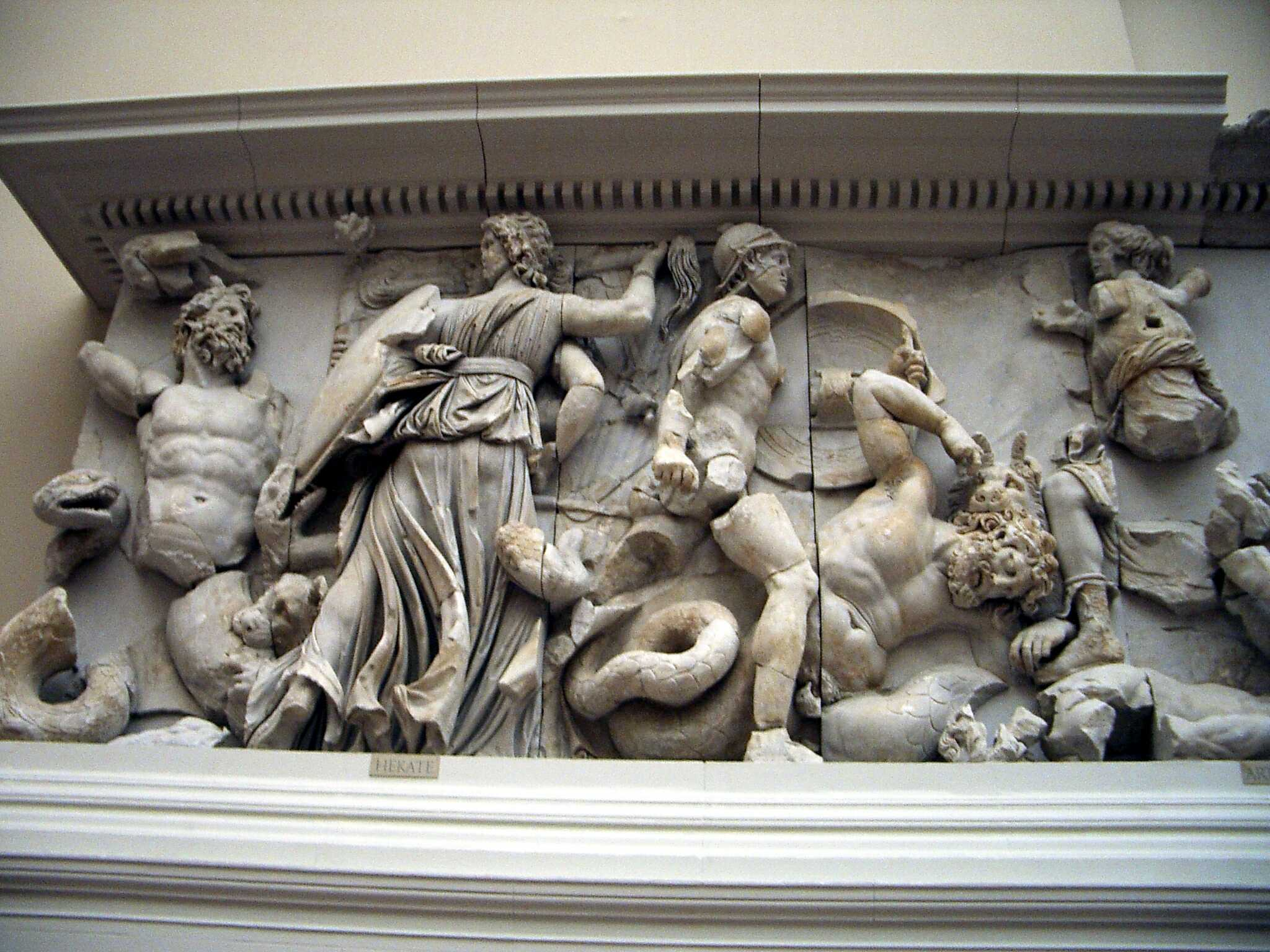
Hécate lucha contra Clitio (izquierda); Artemisa contra Oto (derecha)

El friso este, que era el que el visitante veía en primer lugar cuando llegaba al ágora, muestra a las principales divinidades griegas: Ares, Atenea, Zeus, Heracles, Hera, Apolo, Leto y Artemisa. A la izquierda del todo, el friso comienza con la diosa de tres rostros Hécate. Sus tres encarnaciones luchan con una antorcha, una espada y una lanza contra el gigante Clitio. A su lado aparece Artemisa, la diosa de la caza, acompañada por su perro de presa con tres gigantes. La diosa, armada con su arco y flechas, pisotea el cuerpo de un gigante muerto, que podría ser Oto. A su vez, el perro muerde mortalmente en la nuca a otro gigante, que se resiste y lucha contra el can vaciándole un ojo con su garra. La madre de Artemisa, Leto, lucha junto a ella usando una antorcha contra un gigante con forma de animal. Al otro lado también pelea su hijo y hermano gemelo de Artemisa, Apolo. Al igual que su hermana, va armado con arco y flechas y acaba de disparar al gigante Udaios, que yace a sus pies.

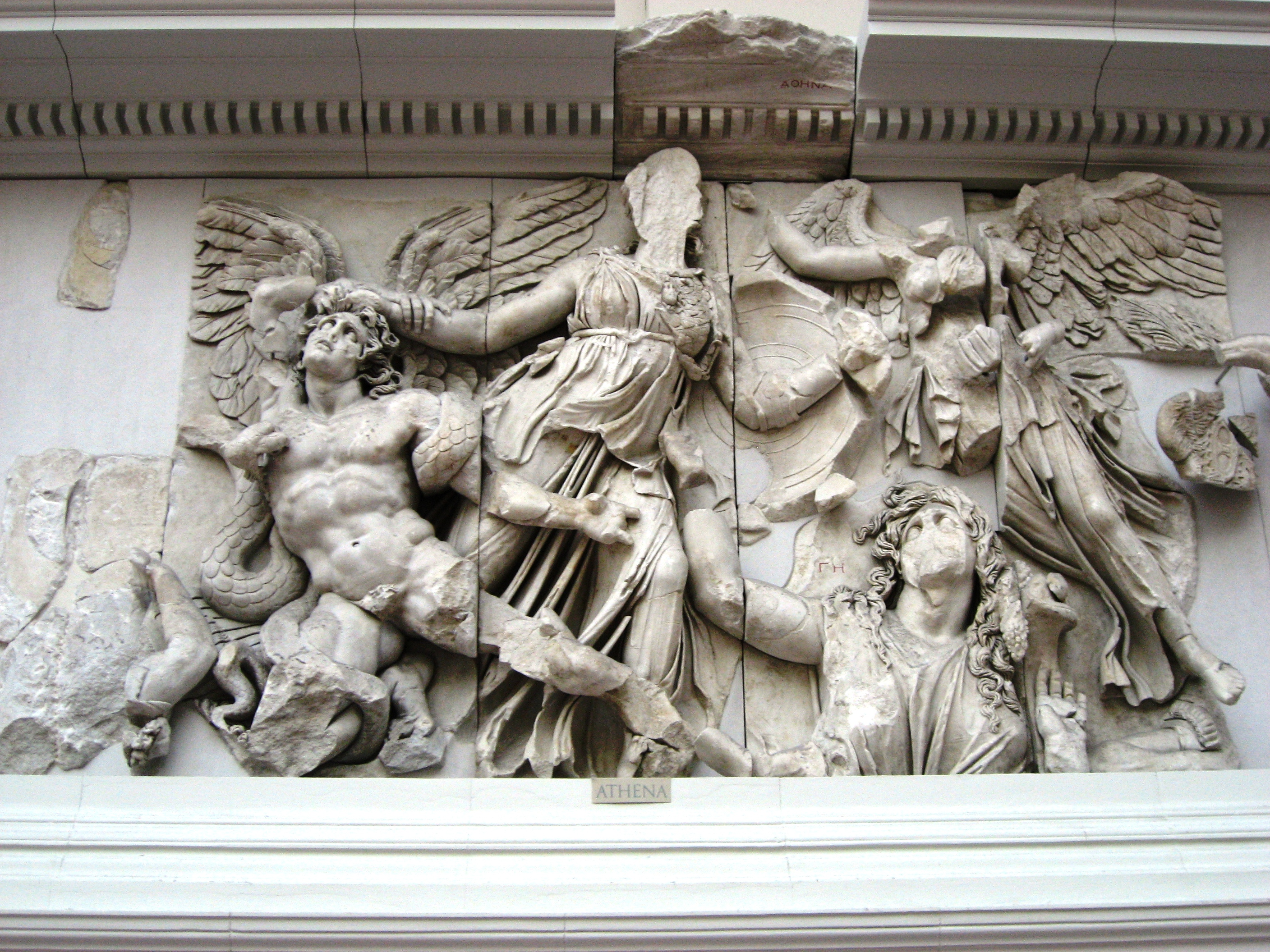
Atenea y Niké luchan contra Alcioneo (izquierda); Gea se levanta del suelo (derecha)

El siguiente panel, que supuestamente mostraba a Démeter, apenas se conserva. En el de su lado aparece Hera, que acude a la batalla en una cuadriga. Sus cuatro caballos alados se identifican con las personificaciones de los cuatro vientos: Noto, Bóreas, Céfiro y Euro. También participa en la pelea Heracles, situado entre Hera y su padre Zeus. Se ha identificado únicamente por un fragmento de friso que muestra la pata de su piel de león. Zeus está presente físicamente y especialmente ágil. Participa en la lucha arrojando rayos y enviando lluvia y masas de nubes, no solo contra dos jóvenes gigantes sino también contra su rey, Porfirión. La siguiente pareja de guerreros muestra también una escena de la batalla especialmente importante. Atenea, la diosa de la ciudad de Pérgamo, separa al gigante Alcioneo de la Tierra, de la cual emerge la madre de los gigantes, Gea. De acuerdo con la leyenda, Alcioneo era inmortal solo mientras permanecía en contacto con la Tierra, a través de la cual fluía el poder que le transmitía su madre. La figura de Atenea se representa victoriosa, como lo destaca la presencia de Niké, que somete a un gigante mordido por una serpiente mientras Gea acude en su ayuda. El friso este concluye con Ares, el dios de la guerra, que entra en la batalla con un carro y un par de caballos. Estos se encabritan frente a un gigante alado.

### El friso sur

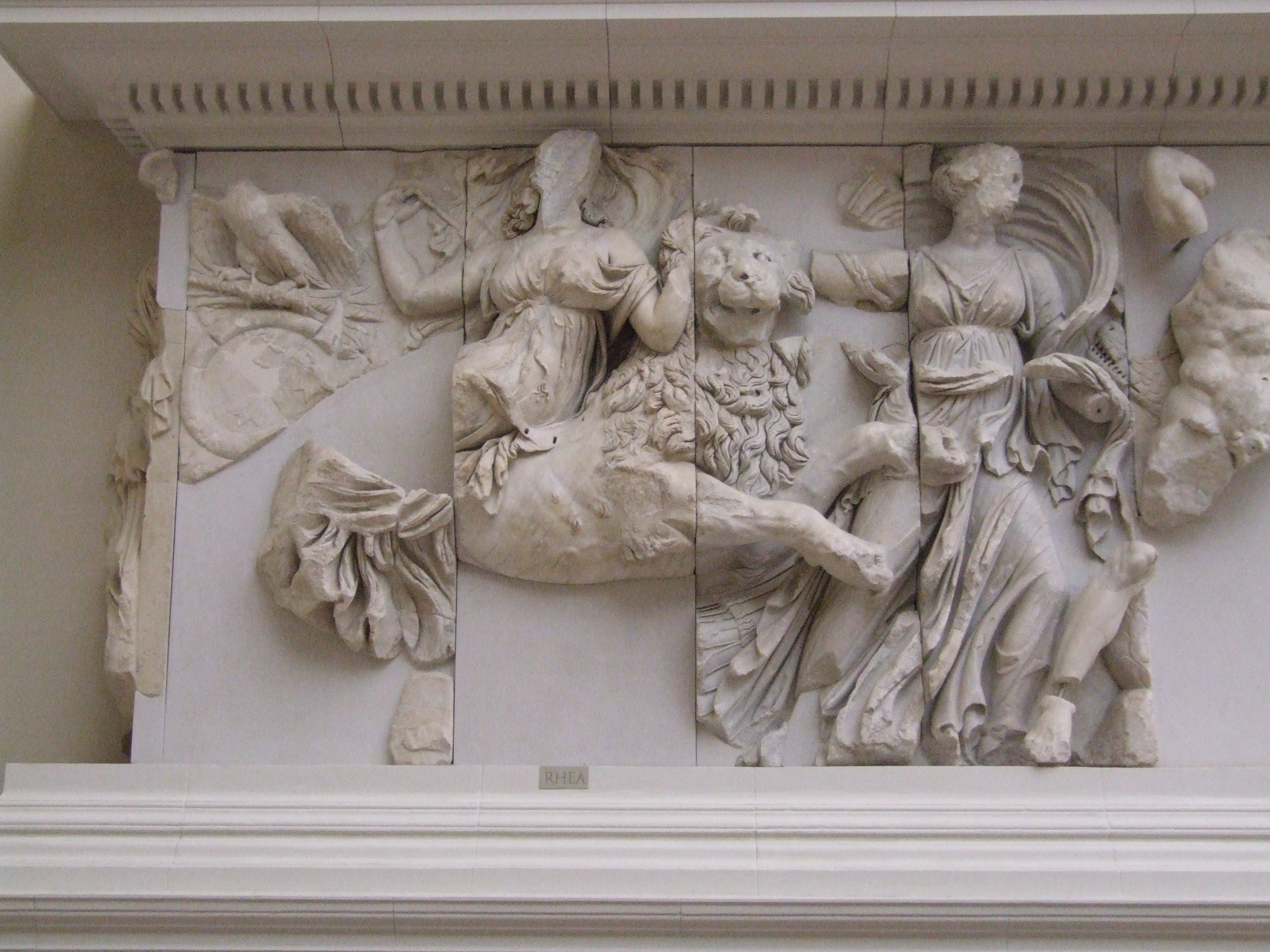
Rea/Cibeles cabalgando sobre un león, Adrastea (?)

La representación de la batalla comienza aquí con la gran diosa madre de Asia Menor, Rea/Cibeles. Acude a la lucha con un arco y una flecha, cabalgando sobre un león. A la izquierda se observa el águila de Zeus sujetando un haz de rayos en sus garras. Al lado de Rea, tres de los personajes inmortales pelean con un imponente gigante de cuello corto y grueso. La primera, una diosa, no se ha podido identificar. A continuación le sigue Hefesto, que levanta un martillo de doble cabeza en lo alto. A su lado aparece otro dios no identificado arrodillado, que clava una lanza en el cuerpo de su adversario.
Seguidamente aparecen las divinidades de la luz: Febe («la brillante») y Asteria («estrellada»), Selene, Helios y Eos. Eos, diosa del amanecer, cabalga hacia la batalla montando a la amazona. Sujeta a su caballo mientras empuja hacia adelante una antorcha. Está acompañada por Helios, que emerge del océano con su cuadriga y se incorpora a la lucha armado con una antorcha. Su objetivo es un gigante que aparece en su camino, mientras pasa por encima de otro de ellos. Le sigue Tea en medio de sus hijos, las estrellas del día y de la noche. Cerca de su madre y de espaldas al espectador, la diosa de la luna Selene monta sobre su mula por encima de un gigante.
En el último tercio del friso sur aparece luchando un joven dios no identificado, posiblemente Éter. Sostiene con dominio absoluto a un gigante con piernas de serpiente, cuerpo humano, y patas y cabeza de león. El dios que está a su lado, obviamente de mayor edad, se supone que es Urano. A su izquierda se encuentra su hija Temis, la diosa de la justicia. Al final (o al principio, dependiendo de como se mire el friso) está la titánide Febe con una antorcha y su hija Asteria con una espada, acompañadas por un perro. Los dioses están agrupados por una asociación de ideas, generalmente referida a sus lazos familiares. Así, Febe y Asteria, hermanas de Leto, están contiguas a ella en la esquina entre los frisos este y sur.

### El friso oeste
En el frente oeste del altar, dos cuerpos salientes que son la prolongación de las fachadas norte y sur rematan la escalinata de acceso por ambos lados. Cada una de estas dos alas está dividida en tres caras cada una: dos laterales y una frontal. Así, el ala norte se sitúa en el lado izquierdo del graderío mirando en el sentido de la subida y la sur, en el lado derecho de la escalera. El friso discurre perimetralmente rodeando los cuerpos hasta que termina contra los escalones.

#### Lado izquierdo o ala norte

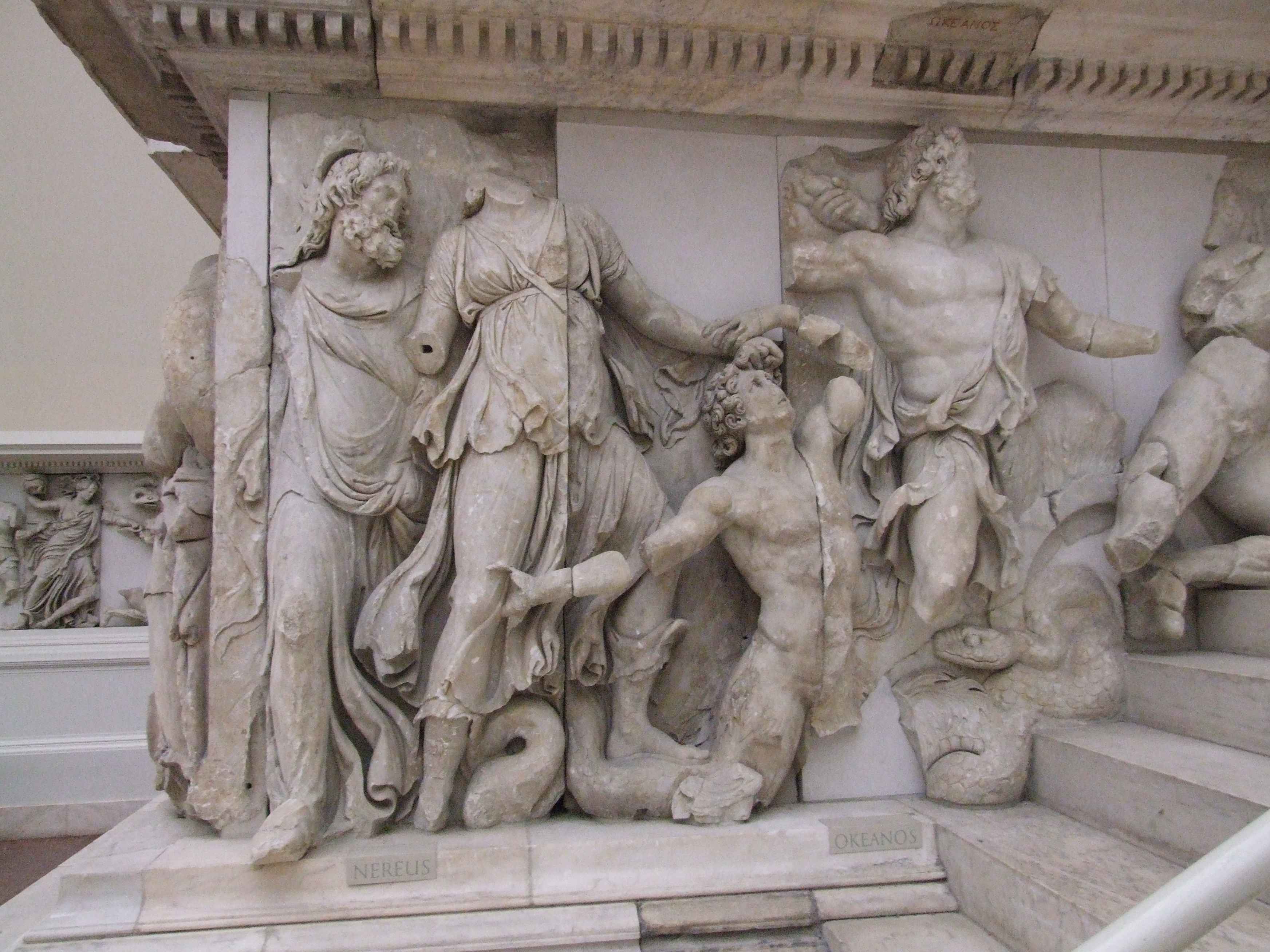
De izquierda a derecha: Nereo, Doris, un gigante y Océano.

El ala norte está constituida por las divinidades marinas: Poseidón y su familia, entre ellos Océano y Anfítrite con su hijo Tritón, que luchan contra varios gigantes. El torso superior de Tritón es humano, la parte delantera del torso inferior es de caballo y la parte trasera de delfín. En el muro interior, en contacto con la escalinata, se encuentran la pareja formada por Nereo y Doris, así como Océano, y un fragmento que se supone que es de Tetis, todos ellos involucrados en la lucha contra los gigantes.
Las figuras presentan sus atuendos mojados que se pegan a los cuerpos; incluso puede verse a Nereo con escamas en la cabeza y con aletas.

#### Lado derecho o ala sur
Diversos dioses de la naturaleza y seres mitológicos se reúnen en el ala sur. En el saliente frontal, Dioniso se une a la lucha acompañado por dos jóvenes sátiros. A su lado está su madre Sémele, que conduce a un león a la batalla. Los fragmentos de tres ninfas se muestran en el lado de la escalinata. En este lugar se encontró la única firma de un artista, THEORRETOS, en la cornisa.

### El friso norte

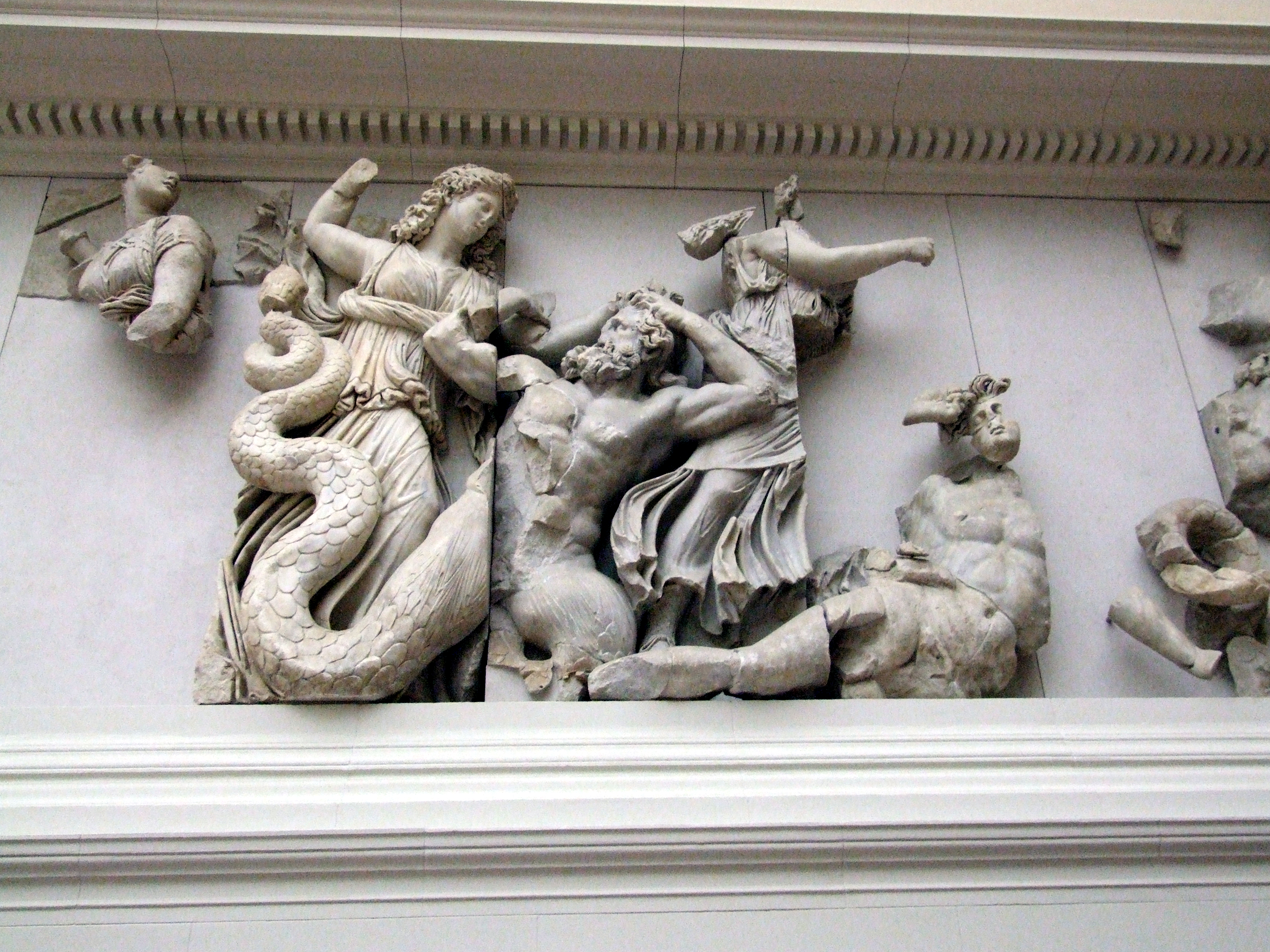
Las tres Moiras apalean a los gigantes Agrio y Toante hasta la muerte.

Afrodita inicia la secuencia de los dioses de este lado norte. Dado que se debe imaginar el friso como continuo, debe encontrarse próxima a su amante Ares, quien finaliza el friso este. La diosa del amor extrae una lanza de un gigante muerto. Próxima a ella lucha su madre, la titánide Dione, así como su hijo menor, Eros. Las dos figuras siguientes son inciertas. Probablemente sean los gemelos Cástor y Pólux. Cástor es atrapado por atrás por un gigante que le muerde el brazo, mientras que su hermano se apresura a ayudarle.
Los siguientes tres pares de guerreros están relacionados con Ares, el dios de la guerra, aunque se desconoce a quien representan. En el primero, un dios está a punto de arrojar un tronco de árbol. En medio, una diosa alada clava su espada en su oponente, y la tercera escena muestra a un dios que lucha contra un gigante con armadura. Durante mucho tiempo se consideró que la diosa que les sigue era Nix, pero en la actualidad se supone que es una de las Erinias, las diosas de la venganza. Está sujetando con su mano izquierda una vasija envuelta con serpientes, preparándose para arrojarla. A su lado, otros dos personajes luchan. Las tres Moiras o diosas del destino apalean a los gigantes Agrio y Toante hasta la muerte con estacas de bronce.
A continuación aparece un grupo de combatientes entre los que se encuentra una diosa leona que se considera que es Ceto. Este conjunto no sigue inmediatamente a las Moiras, sino que existe un hueco que probablemente contenía otro par de luchadores. Podrían haber sido los hijos de Ceto, las Grayas. Ceto era la madre de varios monstruos, entre ellos una ballena (en griego: Ketos) que sube a sus pies. El friso norte se cierra con el dios del mar, Poseidón, que emerge del océano con un grupo de hipocampos. La siguiente escena de la secuencia son los dioses oceánicos situados en el ala norte del friso del oeste.

### Autoría

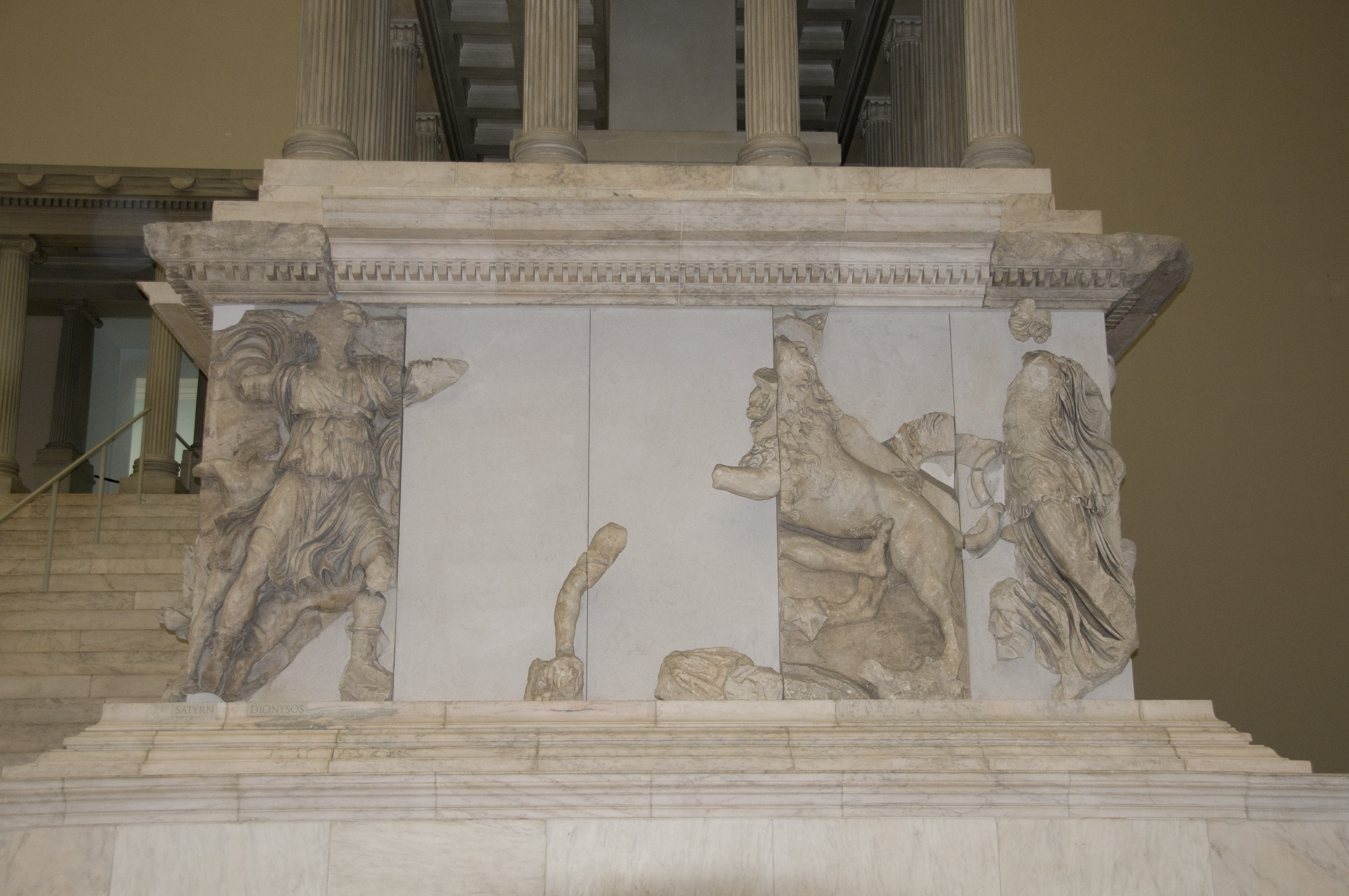
Dioniso contra los gigantes, ala sur del friso oeste de la Gigantomaquia. En la cornisa izquierda, sobre la figura de Dioniso, pueden observarse los restos de una inscripción con uno de los nombres de los supuestos escultores.

Durante mucho tiempo se ha analizado la identidad de los escultores encargados de realizar la Gigantomaquia, aunque se conoce muy poco sobre ellos. Tan solo han llegado a nuestros días algunas placas con sus nombres: Menécrates, Dionisiades, Melanipo, Orestes o Teorreto, aunque se desconoce el nombre del autor que permitió la unificación de toda la obra. Asimismo, tampoco se conoce el nivel de participación de cada artista individualmente en el friso, aunque existe el consenso de que al menos su diseño básico fue obra de un único escultor. A la vista de su coherencia a nivel de detalle, el esquema probablemente se siguió hasta los elementos menores y no se dejó nada al azar. En la disposición de los conjuntos de luchadores se aprecia que cada grupo es único y que, por ejemplo, el estilo de los cabellos y el calzado de las diosas siempre difiere. Cada pareja de guerreros se organiza individualmente, de modo que las figuras revelan un carácter distinto por sí mismas y no por ser el resultado del estilo personal de cada artista.
Aunque los expertos han determinado que existen diferencias reales que pueden atribuirse a artistas individuales, estas son prácticamente irrelevantes dada la coherencia del friso completo cuando se contempla la obra en su totalidad. Según esta interpretación, autores de distintas partes de Grecia se habrían supeditado a un único artista con autoridad general. Esto se confirmaría por las inscripciones de diversos escultores de Atenas y Rodas. Se les permitió firmar en la moldura inferior de la parte del friso en la que trabajaron, pero solo se han encontrado unas pocas de estas anotaciones. Así, no se pueden extraer conclusiones sobre el número de artistas participantes. Únicamente se conserva un rótulo en el cuerpo saliente que limita la escalinata al sur, el cual ha permitido su atribución. Como no había una moldura inferior en esa zona, el nombre de Teorreto (ΘΕΌΡΡΗΤΟΣ) fue esculpido en el mármol cercano al dios representado. Cuando se analizaron las diversas inscripciones, se determinó por el tipo de letra que había dos generaciones de escultores trabajando, una más joven y otra de mayor edad, lo cual hace más admirable la coherencia de todo el friso. Si se considera la distancia de 2.70 metros entre la firma existente y la inscripción asociada έπόησεν («hecho por»), se puede suponer que posiblemente existía el nombre de otro escultor en este espacio. En ese caso, se podría considerar por extrapolación que habrían participado al menos cuarenta escultores. La parte central de este saliente fue firmada por dos escultores, aunque sus nombres no han llegado hasta nuestros días.

## El friso de Télefo

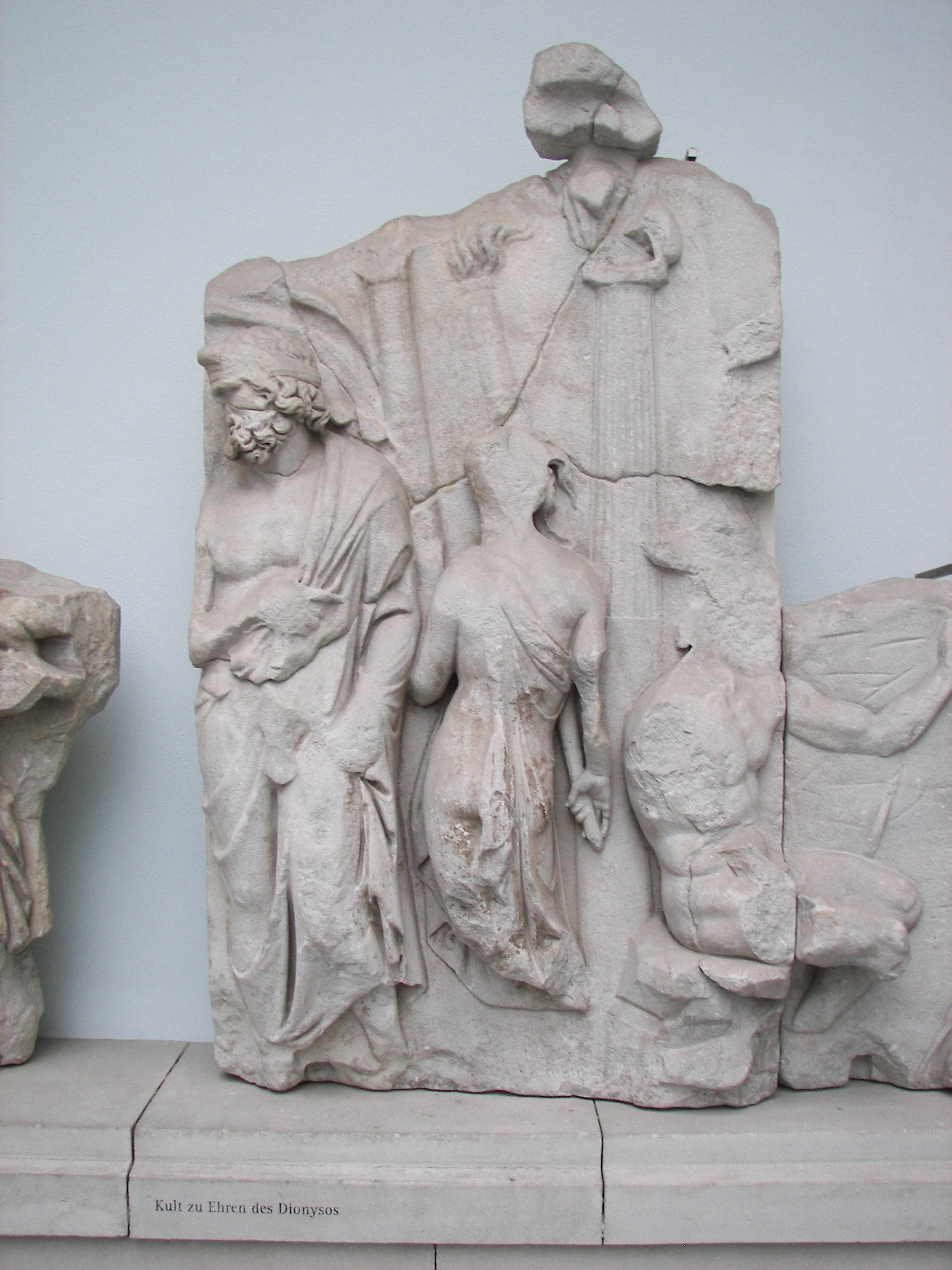
Detalle del friso de Télefo, museo de Pérgamo.

El friso de Télefo, de unos 80 metros de longitud, es posterior a la Gigantomaquia y quedó inconcluso. Muestra un estilo más sereno y se caracteriza por la vuelta al clasicismo. Está constituido por paneles de 1.58 metros de altura, de una anchura variable entre los 75 y los 95 centímetros y un espesor de 35 a 45 centímetros. La parte conservada, que constituye un tercio del friso original, cuenta con más de noventa figuras, distribuidas en 47 paneles de un total de 74 de los que se componía originalmente.
Parte de los paneles fueron descubiertos en una muralla construida en el siglo VIII para defender la ciudad contra los árabes, situada a unos 80 metros del emplazamiento del altar. Los expertos coinciden en el hecho de que el friso debía de estar vinculado al gran altar. En efecto, el altar es el único monumento con una envergadura suficiente para poder albergar una obra de tales dimensiones. Además, los paneles utilizados eran similares a los de la Gigantomaquia.
El friso fue rápidamente identificado como una Telefiada por una imagen que mostraba la toma de Orestes como rehén por Télefo. En él se narra secuencialmente la vida del protagonista, desde su nacimiento hasta su muerte. Los paneles muestran los episodios más importantes de la leyenda: el oráculo recibido por Aleo, abuelo de Télefo; la construcción de la nave donde fue abandonada Auge, madre del héroe; el reencuentro entre Télefo y su padre Heracles o la toma de Orestes como rehén. En el friso están representados además la alusión a las victorias de Pérgamo y los orígenes mitológicos de la ciudad. La composición es narrativa: cada placa relata un episodio de la vida del héroe. Los escultores reunieron diversas tradiciones mitográficas, algunas de las cuales no se conservan como una narración continua. Así, una de las imágenes muestra a un sacerdote acompañado por unos sátiros, sin que se sepa el papel que desempeña en la leyenda de Télefo.

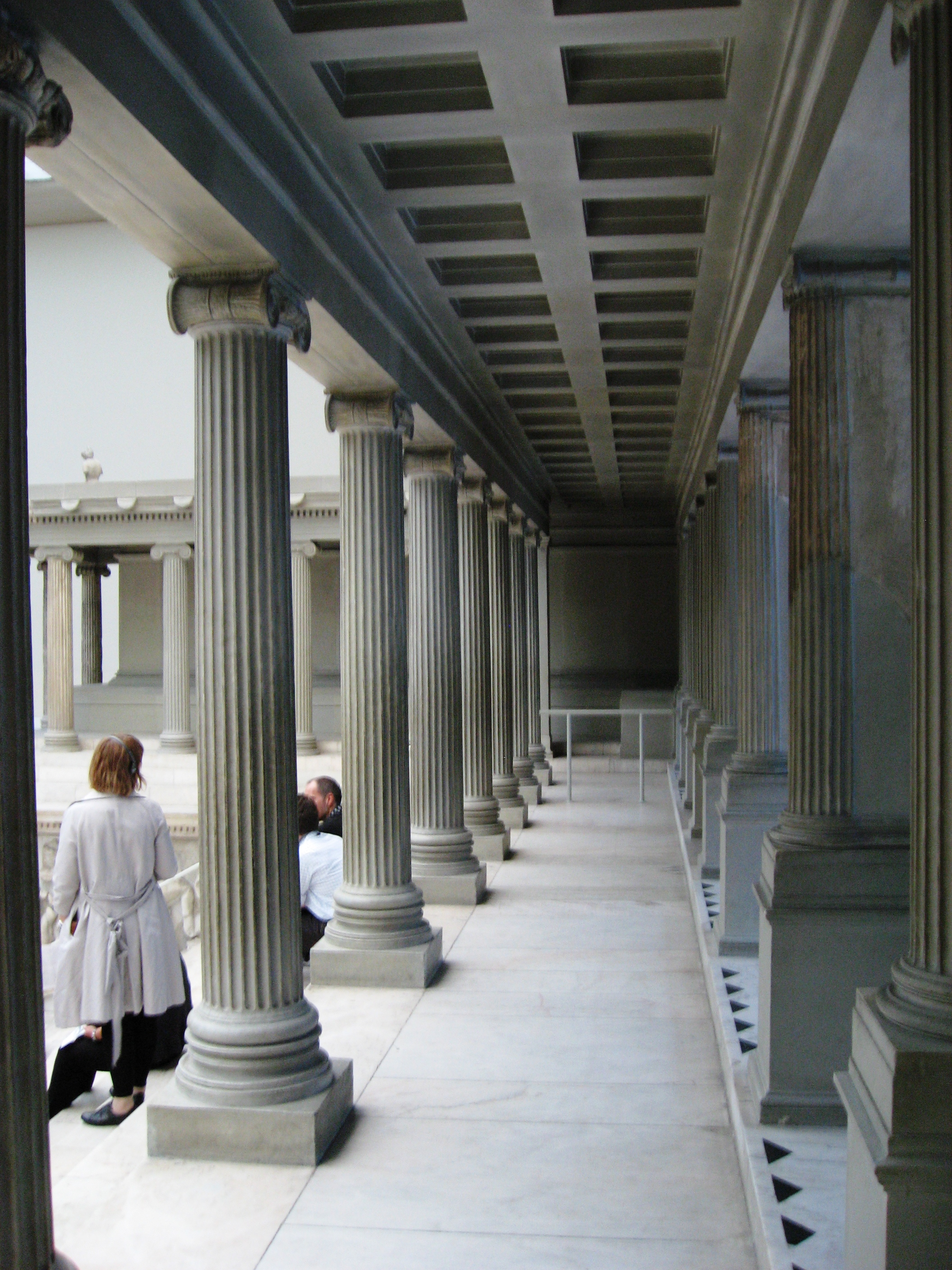
Vista del pórtico reconstruido entre la escalinata (a la izquierda) y el patio interior, con el altar de fuego y el friso de Télefo (a la derecha).

Los paneles están muy deteriorados y algunos de ellos están inacabados. Mientras que la Gigantomaquia se distingue por su unidad narrativa, el friso de Télefo tiene una temática variable, cambiando de época, lugar y ambiente de una imagen a otra. Además, la Telefiada muestra fondos paisajísticos o arquitectónicos, al contrario que la Gigantomaquia. Las figuras se escalonan en profundidad y los elementos arquitectónicos se emplean para indicar las actividades que tienen lugar en el interior, mientras que los paisajes son exuberantes y panorámicos. El estilo escultórico es más clásico, con unos movimientos y expresiones más sobrios y unos ropajes más lineales, adaptados a la forma de las figuras. El relieve es menos acusado, con lo cual el efecto del claroscuro es menos apreciable.
Tras una restauración en 1995, los paneles fueron reorganizados en su orden correcto. Existen algunos huecos en la secuencia puesto que algunos de ellos se perdieron. La siguiente lista muestra el orden establecido:
Paneles 2,3 - 2: En la corte del rey Aleo; 3: Heracles descubre a Auge, la hija de Aleo, en el templo.
Paneles 4,5,6 – 4: El infante Télefo es abandonado en la naturaleza; 5 y 6: los carpinteros construyen una nave donde Auge es abandonada a la deriva. 
Panel 10 – El rey Teutrante encuentra a Auge varada en la orilla.
Panel 11 – Auge establece el culto a Atenea.
Panel 12 – Heracles identifica a su hijo Télefo.
Paneles 7, 8 – Las ninfas bañan al infante Télefo.
Panel 9 - La infancia de Télefo
Paneles 13, 32, 33 y 14 – Télefo viaja en barco a Misia en Asia Menor.
Paneles 16 y 17 – Télefo recibe las armas de Auge.
Panel 18 – Télefo va a la guerra contra Idas.
Panel 20 – Teutrante da a Auge en matrimonio a Télefo.
Panel 21: Madre e hijo se reconocen la noche de bodas.
Paneles 22-24 – Nireo mata a la amazona Híera, la esposa de Télefo.
Panel 51 – La lucha se interrumpe para el funeral solemne de Híera.
Panel 25 – Dos guerreros escitas caen en la batalla.
Panel 28 – La batalla de las fuentes del Caicos.
Paneles 30, 31 – Aquiles hiere a Télefo con la ayuda de Dionisos.
Panel 1 – Télefo consulta a un oráculo sobre la curación de su herida.
Paneles 34 y 35 – Télefo desembarca en Argos para encontrarse con Aquiles, quien puede curar su herida.
Paneles 36 y 38 – Los argivos dan la bienvenida a Télefo.
Paneles 39 y 40 – Télefo pide a Agamenón que cure su herida.
Panel 42 – Télefo amenaza con asesinar a Orestes, a quien ha tomado como rehén para forzar a Agamenón su curación.
Panel 43 – La curación de Télefo.
Paneles 44-46 – La fundación de los cultos de Pérgamo.
Paneles 49 y 50 – La construcción del altar.
Paneles 47, 48 – Unas mujeres se acercan al héroe Télefo, quien descansa sobre un kline.
|                                                                      |
| El rey Teutrante se encuentra con Auge varada en la orilla, panel 10 |

|                                                  |
| Télefo recibe las armas de Auge, paneles 16 y 17 |

|                                                         |
| Los argivos dan la bienvenida a Télefo, paneles 36 y 38 |

|                                              |
| Télefo amenaza de muerte a Orestes, panel 42 |

## La colección de estatuas

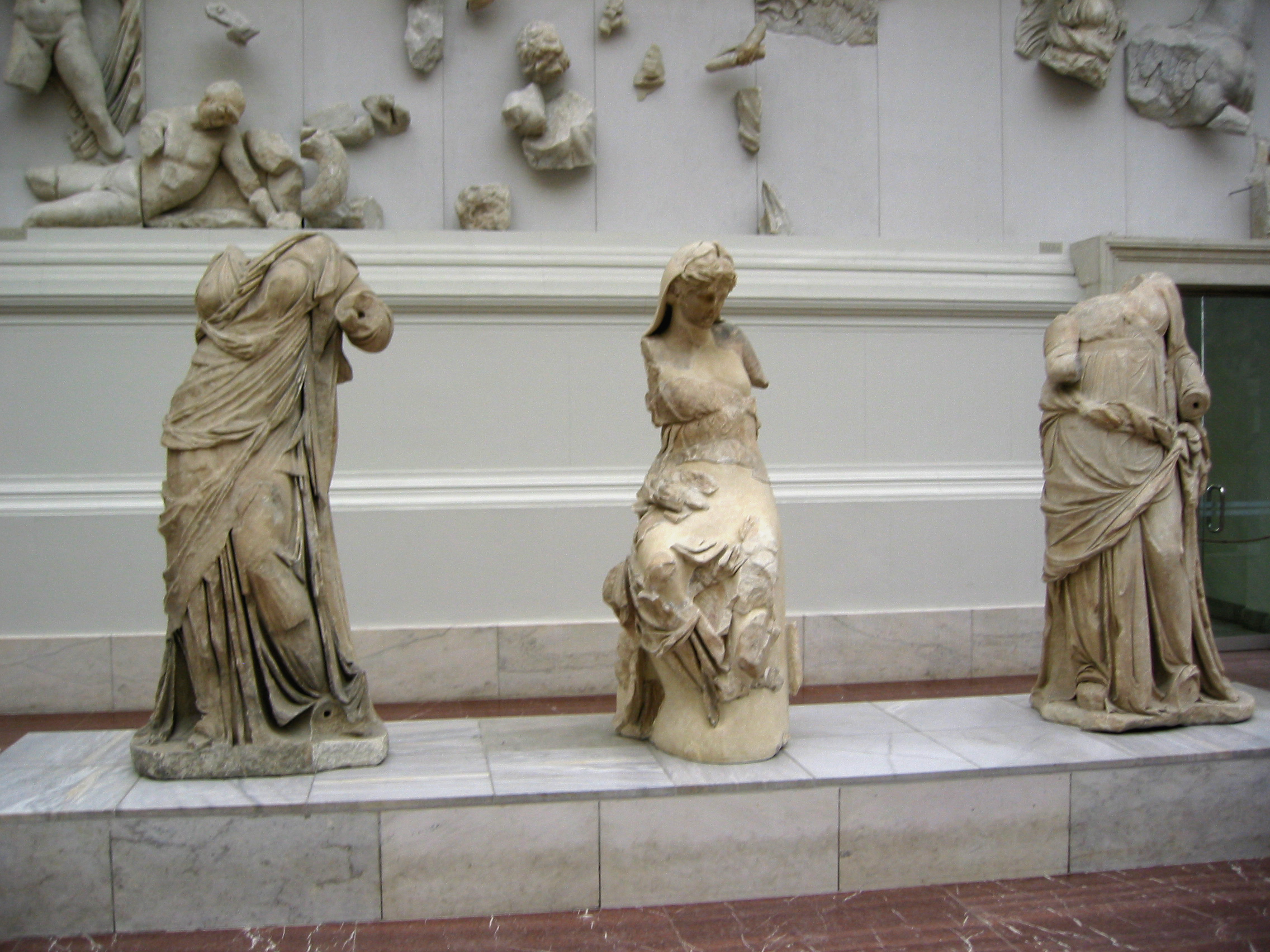
Tres figuras no identificadas de la zona del altar, actualmente en el museo de Pérgamo.

En el tejado del altar se disponían varias estatuas pequeñas de dioses, grupos de caballos, centauros y grifos leonados. Los hallazgos aún no han sido descritos con veracidad por los arqueólogos en relación con su función y emplazamiento. En el muro norte del  santuario del altar se encontró también un pedestal de 64 metros de largo, adornado profusamente con esculturas. Se desconoce todavía la extensión del área del altar que estaría provista de estatuas de bronce y mármol. Sin embargo, la ornamentación debió de ser extraordinariamente rica y habría representado una gran desembolso por parte de los donantes. El piso superior sobre la Gigantomaquia, donde se instaló el friso de Télefo, también tenía un pórtico circular, así como posiblemente unas estatuas adicionales entre las columnas. Esta hipótesis está respaldada por 30 esculturas individuales de mujeres encontradas entre los hallazgos, que pordrían haber personificado las ciudades del reino de Pérgamo. Se cree que no existían estatuas u otras decoraciones en el altar de fuego propiamente dicho, aunque probablemente se debió instalar un dosel en época romana.